# 宮崎放送

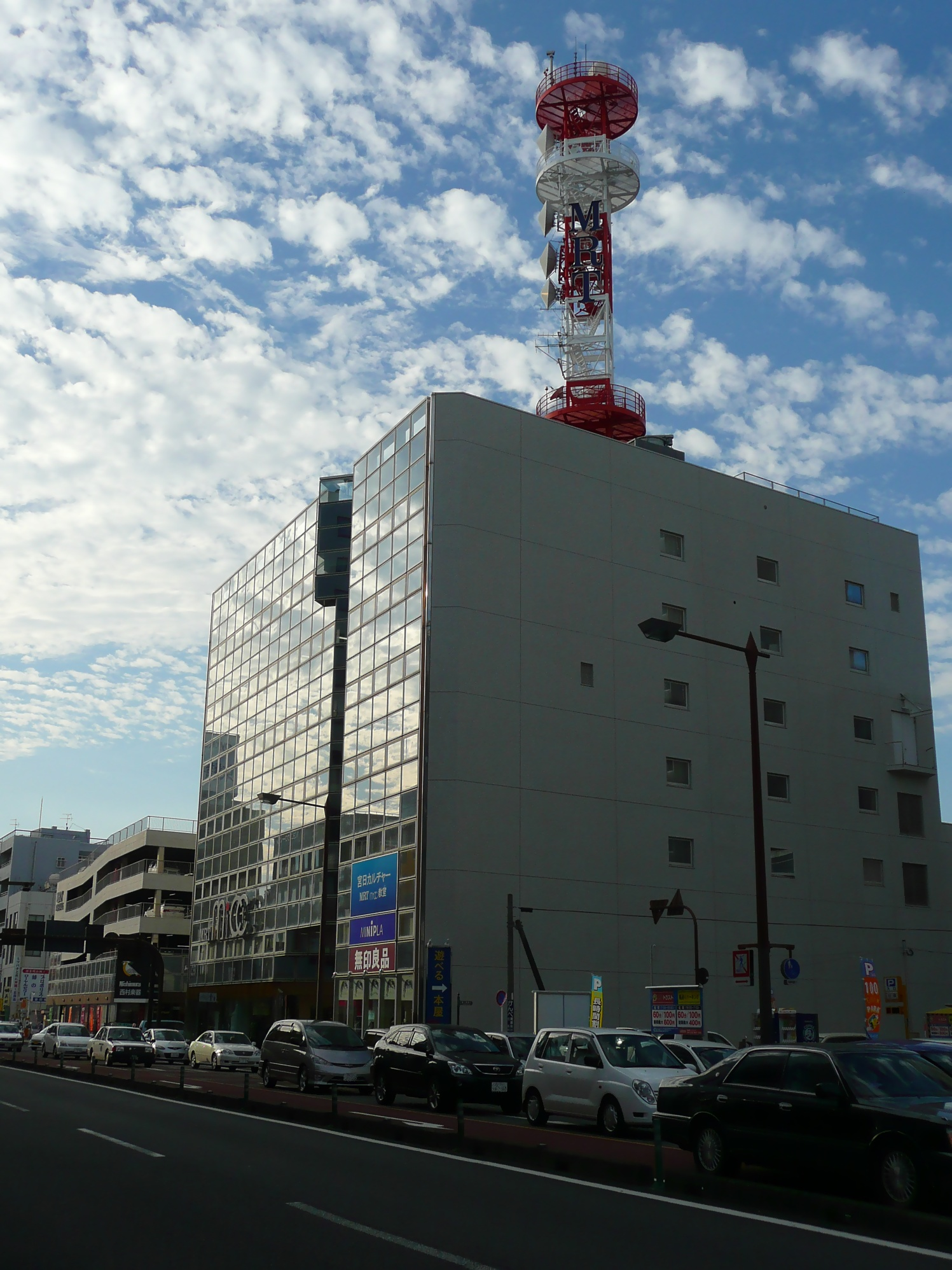
MRTセンター（演奏所、MRT micc、MRTパーキング）

株式会社宮崎放送（みやざきほうそう、Miyazaki Broadcasting Co., Ltd.）は、宮崎県を放送対象地域とした中波放送（AMラジオ放送）事業とテレビジョン放送事業を行っている、特定地上基幹放送事業者である。略称はMRT（Miyazaki Radio & Television）。
1954年（昭和29年）7月に、宮崎県最初の民放として開局した。ラジオ（コールサイン：JONF、宮崎 936 kHz / 5 kW）はJRN系列とNRNのクロスネット局。テレビ（コールサイン：JONF-DTV、宮崎 15ch / 1 kW）はJNN系列。

## 概要

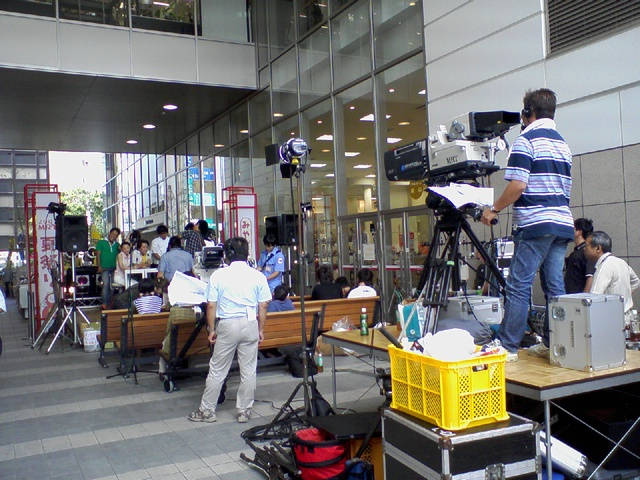
特別番組『2007 MRT夏祭り〜みやざきの底力〜』内の中継の様子

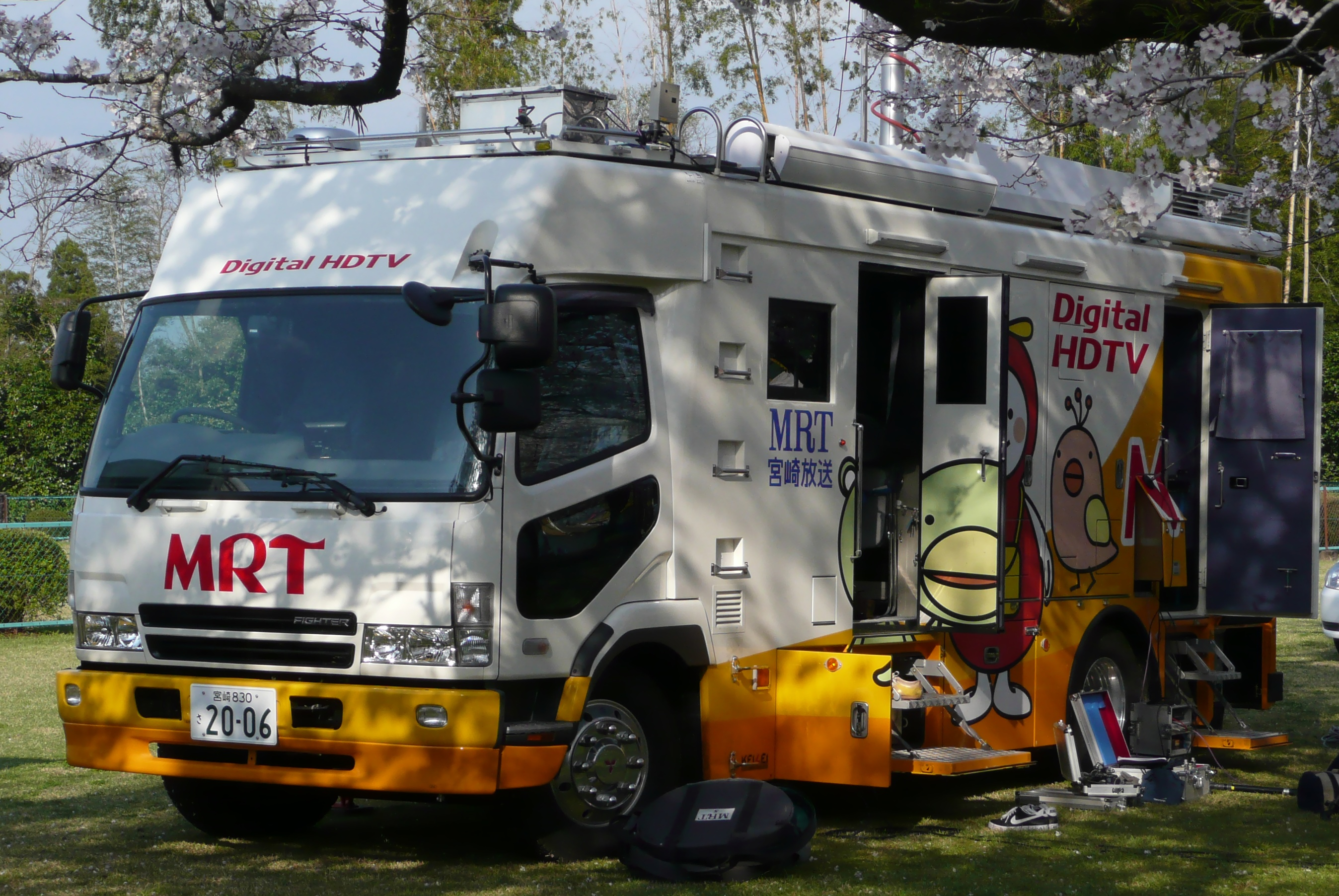
デジタルハイビジョン中継車（2009年）
描かれているのはMRTのキャラクター（左からくーたん・ミーモ・ぴよ蔵）

親局（送信所）はラジオがAM936kHz、テレビが15ch（リモコンキーID：6ch）で送信しており、宮崎県外でも視聴・聴取が可能である。
社屋（演奏所）は宮崎市の中心市街地にある橘通りにあり、関連施設として社屋内にテナントビルの「MRT micc」が、隣接して有料駐車場の「MRTパーキング」がある。これらを総称して「MRTセンター」または「MRT会館」と呼ぶ。
主な自社制作番組はテレビでは平日夕方（JST、以下同様）の報道情報番組『Check!』、水曜20時台の『わけもん!!』、土曜12時10分からの『つづくさんのどようだよ (^^)』がある。『Check!』は1984年から開始した10時台のローカルワイド番組（2021年終了時は『あさトク!』）と、1974年10月に開始した18時台の報道番組（2021年終了時は『MRTニュース Next』）を2021年春の改編で統合したものである。
毎日新聞や朝日新聞とは、1970年に開局したテレビ宮崎（UMK）と比較して関係が深い。地元紙の宮崎日日新聞とも開局時には関係が深かったものの、テレビ宮崎の開局の際に「マスメディア集中排除原則に反することとなった」ことを理由として同紙はテレビ宮崎との関係を強めるようになった。ただし、2019年現在も宮日文化情報センターと宮日カルチャーMRTミック教室が社屋内に入居しているなど、一定の関係が残っている。
局ロゴとして2006年8月から2014年6月まで、波を基調とした赤いロゴマークを使用していた。ただし、1984年の開局30周年を機に改定されたローマン体のロゴが企業ロゴおよび社章で、放送設備などに状況に応じて使っていた。「MRT micc」と同施設の実質的な駐車場の「MRTパーキング」では2018年現在も1984年からのMRTロゴがそのまま使われている。1984年までは細長いゴシック体が（末期はMが青、Rが赤、Tが緑だった）使用されていた。また、2006年から開局以来はじめてシンボルキャラクターを制定し、「ミーモ」「くーたん」「ぴよ蔵」の3体がお披露目された。
2014年、開局60年に迎えた7月1日に、黄緑を基調に小文字で「mrt」表記の新しいロゴマークが制定された。同時に「宮崎放送」の和文ロゴも改定された。ただ、長崎文化放送（NCC・テレビ朝日系列）、北海道文化放送（UHB・フジテレビ系列）と同様に、小文字はロゴのみで用いられている（つまり、公式の略称表記は小文字ではなく大文字が正しい。）。

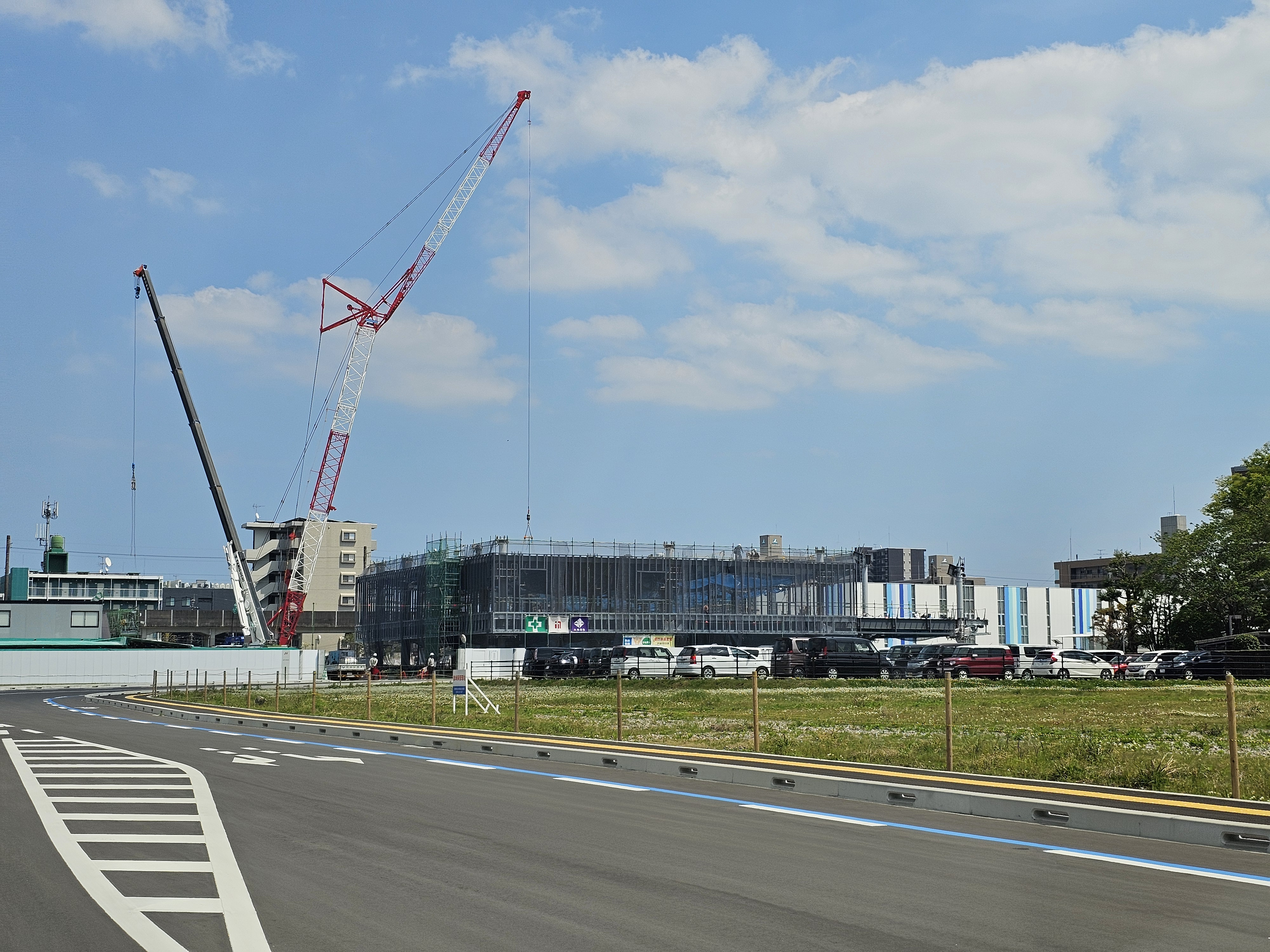
建設中の3代目社屋。右側の建物は宮崎大学ひなたキャンパス（2025年4月）

2027年の開催が予定されている第81回国民スポーツ大会（国民体育大会を参照）に伴い宮崎県立宮崎工業高等学校第二グラウンド（宮崎県営野球場跡地、宮崎市錦本町）にプールおよび民間施設を整備する計画があり、民間施設のひとつとしてMRT新社屋を建設する予定である。2021年6月の県プール整備運営事業者決定時点では「2025年7月完成目標」としていたが、2023年9月時点では「2026年2月完成・同年10月運用開始予定」に変更されている。
なお、新社屋移転後の現社屋については、宮崎市が宮崎市役所庁舎建て替え中の仮庁舎として貸借する方針であることを2023年9月に明らかにしており、今後市と当社で賃貸料などの協議を進め合意を目指す。活用期間は2027年1月から約4年間の予定で、MRT社屋の4階から7階（放送局部分）およびMRTパーキングの一部を賃貸する計画となっている。市は「仮庁舎の建設が不要になり、事業費縮減につながる」としている。

## 本社・支社
宮崎本社
〒880-8639 宮崎県宮崎市橘通西4丁目6番7号
JR日豊本線宮崎駅より徒歩15分
都城支社
宮崎県都城市中町17街区2号 テラスタ2階
旧所在地：都城市中町13番7号 ライトハウスフェアリー201号室（2022年まで）
延岡支社
宮崎県延岡市中町2丁目1番10号 マバラビル3階
日南支局
宮崎県日南市岩崎3丁目4番1号 Ittenほりかわ内
東京支社
東京都中央区銀座6丁目4番1号 東海堂銀座ビル8階
大阪支社
大阪府大阪市北区梅田1丁目11番4号 大阪駅前第4ビル802号室
福岡支社
福岡県福岡市中央区天神4丁目1番18号 サンビル 内

## 沿革

### ラジオ開局まで

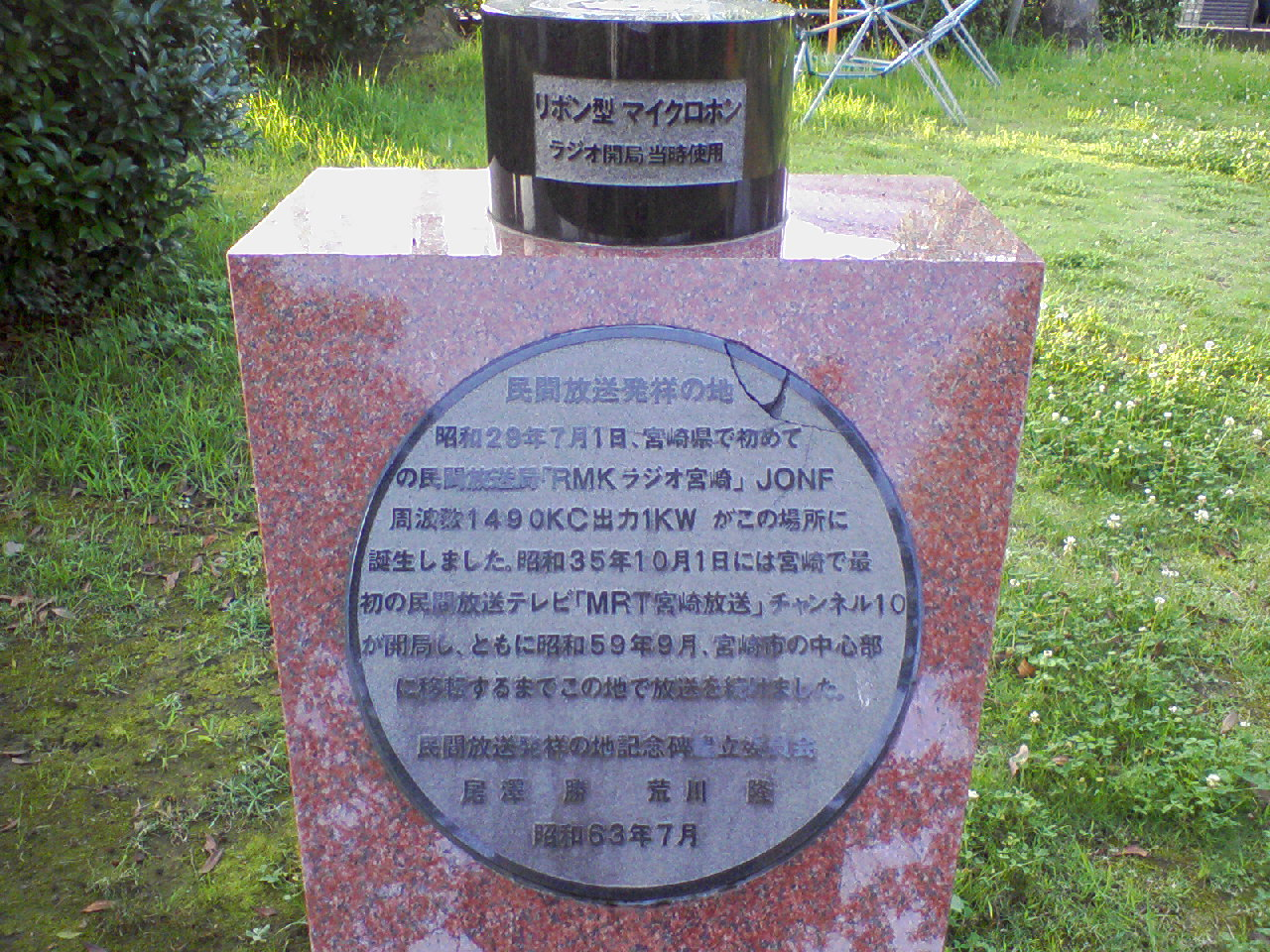
開局当時の社屋跡の一角にある神宮苑緑地広場にある記念碑（宮崎市下北方町）

1953年5月30日、当時の郵政省が発表した「標準放送用周波数割当計画表」により、宮崎地区に1490kc、1kWが割り当てられたことから、宮崎県内でも民放局の開局が可能となった。ところが当時は、朝鮮戦争後の不景気（スターリン暴落）により、宮崎の財界では当初開局に向けた動きは全く見られなかった。そこに目をつけたのは鹿児島県のラジオ南日本（現在のMBC南日本放送）であった。ラジオ南日本は宮崎への中継局設置を計画しており、宮崎市内の各方面にパンフレットや中継局設置に関する趣意書を配布するなどの活動を行っていた。
この動きに歯止めをかけた人物は、日向日日新聞（現在の宮崎日日新聞）社長の山口徳馬であった。「鹿児島の電波が宮崎の空を飛ぶと、今に鹿児島資本に支配される。」などと、ラジオ南日本の誘いに乗りかけていた岩切章太郎（宮崎交通社長、後に第2代MRT社長も兼務）や行政側（宮崎県など）をも巻き込み、1954年3月24日にラジオ宮崎（RMK：Radio Miyazaki K.K.）の設立にこぎつけた。ラジオ演奏所・送信所は当初、宮崎市日ノ出町128番地（1984年時点では宮崎県自動車学校、2021年現在は梅田学園DS 日ノ出校の地）に設置する予定であったが、航空大学校開校により航空機および無線施設の運用に支障がでるおそれが生じたことから断念し、二度の変更を経て宮崎市下北方町に決定された。1954年7月1日に宮崎市下北方町（宮崎市立大宮小学校に隣接）からラジオ放送を開始。宮崎放送ではこの日を開局日としている。

### ラジオ開局後
ラジオ宮崎が開局した1954年はデフレ下に加え風水害が頻発した一年であった。6月から8月にかけての長雨に加え、8月・9月には台風が4回も襲来し、宮崎県における農林業被害額は約150億円に上った（参考：1952年・1953年度の農林業所得が161億円である）。以上の要因により、第1期（1954年度）は690余万円の損失金を計上した。なお、9月7日に襲来した台風13号でラジオ宮崎初の台風情報放送を行い、同月13日の台風12号では停電により停波したことから（当時自家発電装置は未整備）、宮崎県から払い下げを受けた広報車（通称マイクロカー、またはエノケン車と呼称）を用いて台風情報を伝えた。第2期（1955年度）では東京支社・大阪支社の営業力強化などを実施し、神武景気の到来も相まってわずかながらの黒字に転換している。
ラジオ宮崎開局当初の周波数であった1490kcはRYCラジオ山梨（現在のYBS山梨放送）と韓国群山市の米軍ビーコン局も使用しており、宮崎市周辺以外では夜間の混信により聴取不可能の状態に陥っていた。このため1956年10月1日に周波数は1480kc（当時日本唯一）に変更され、1956年11月に延岡中継局、1958年5月には都城中継局が設置された。1956年の周波数変更と延岡局開局によりサービスエリアが拡大し混信がなくなったことから、第5期（1957年4月-9月）には繰越損失金がなくなり純利益金も計上、初の株主配当が実施された。
ニュースについては全国ニュースは共同通信社、宮崎のローカルニュースは日向日日新聞ラジオ部からの提供であったが、全国ニュースについては1956年5月1日から毎日新聞社（西部本社、一部は大阪本社）に切り替えられた。日向日日新聞ラジオ部の初代部長は、後に宮崎日日新聞社やエフエム宮崎の社長を務めた黒木清次であった。日向日日新聞提供によるローカルニュースはその後「宮崎日日新聞ニュース」となり、テレビ宮崎 (UMK) 開局直前の1970年3月末まで続いた。日頃のニュース番組こそ新聞社に依存していたが、これとは別途に録音ニュース番組が自社制作された。当初は毎日夕方に放送枠を設けていたが、専任担当者が1人のみで無理があったことから1959年11月から日曜夕方の15分番組となり、複数回の番組名変更を経て1962年4月まで続いた。
1960年頃の特徴として、ラジオの宮崎局・延岡局・都城局の各局から別番組が1日30分程度、地元スポンサーを付けて放送されたことが挙げられる。これは当時の延岡局・都城局がコールサインを持つ独立した有人局であったことから実現したもの。1960年4月1日の18時35分からの15分枠においては宮崎局では『歌う若草美人』（若草商店街提供）、延岡局では『銀天街アワー』（延岡商店商社提供）、都城局では『都城アワー』（都城商店商社提供）が放送されていた。この編成は1960年2月から1963年6月まで実施された。なお、都城局は1962年5月、延岡局は1967年4月に無人局運用に切り替えられた。

### アナログテレビ放送開始

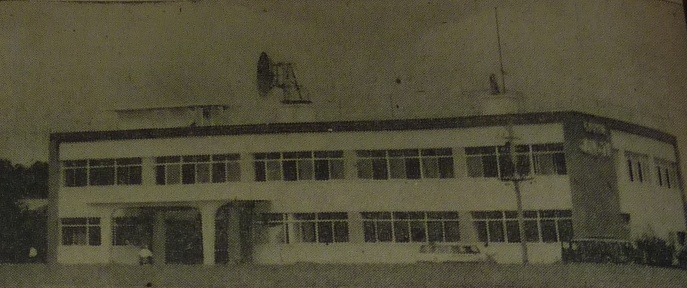
アナログテレビ開局当時（1960年）の本社屋

1960年10月1日にはテレビ放送を開始。ニュースネットワークはTBS東京放送（当時の社名はKRTラジオ東京）と繋がりがあったことや、九州各県の先発局がJNNに加盟していたこと、マイクロ回線事情を考慮した結果、JNNに加盟することとなった。
アナログテレビ放送開始に先立ち1960年7月に報道部を設置。ローカルニュースは『JNNテレビ夕刊』（月曜 - 土曜 18:45 - 18:55）の後半を差し替える形で放送し、また、最終版（平日21時台、土日22時台）の全国ニュース番組名（JNNニュース）を『日向日日新聞ニュース』と改題しており、『テレビ夕刊』終了後に起こったニュースがあれば全国ニュースから差し替えて放送していた。日曜日には『RMKローカル週間ニュース』が編成されており（サービス放送期間中の1960年9月25日より開始）、1960年12月11日から『週間郷土の話題』と番組名を変更し、1970年9月まで放送された。当時のNHK宮崎放送局は下りマイクロ回線未開通の影響で鹿児島局の電波をそのまま放送していたため、ラジオ宮崎のみがローカルテレビニュースを放送していた。なお、1964年8月までは上りマイクロ回線が未開通だったため、ニュース素材（フィルム）を福岡のRKB毎日放送まで輸送しなければならなかった。
テレビ放送の送信所は当初宮崎市北部の丘陵地、平和台に設ける予定であったが、中継局を大量に設置する必要があったため鰐塚山に変更された。この変更で親局のみで宮崎県内の約8割をカバーするに至った が、鹿児島県側にもスピルオーバーが発生し、鹿児島県の放送局にも影響を及ぼすことになった。特に大隅半島では容易に視聴できたため、南日本放送は自社の視聴者確保のために急遽鹿屋中継局（同局初の中継局）の設置計画を立てることとなり、ラジオ開局時と逆の事態が発生した。1961年7月には社名と略称を現在の宮崎放送（MRT：Miyazaki Radio & Television）に変更。1966年12月10日にカラー放送を開始した。

### 1980年代以降
1984年9月の開局30年を機に、本社機能を宮崎市中心部の橘通りに移転し、"MRT micc"とMRTパーキングを開業。1987年7月には、初代社屋隣にあったラジオ送信所も宮崎市一ツ葉に移転し、下北方町858にあった初代社屋跡は住宅地となった。
1990年8月29日には音声多重放送とクリアビジョンを、2006年12月には地上デジタル放送とワンセグの本放送を開始した。
2007年には関連企業のデンサン運営の下でポータルサイト「miten」（ミテン）を開設。宮崎放送の各番組との連動コンテンツや動画なども用意されている。
2008年からはキープみやざきビューティフルを発展させたAction みやざき エコライフキャンペーンをラジオ・テレビ双方で展開し、これに関連して2008年7月26日に宮崎県・都城市と「企業の森林づくり」事業の協定を締結した。宮崎放送では2008年からの10年間に渡り、都城市関之尾町にあるミーモの森を整備していく。
2021年5月17日、国際連合の「SDGsメディアコンパクト」に加盟した。

### 年表
- 1953年（昭和28年）5月30日 - 「標準放送用周波数割当計画表」により宮崎に1490kc、1kWが割り当てられる。
- 1954年（昭和29年）
  - 3月24日 - 岩切章太郎らによりラジオ宮崎（RMK） 設立。当時の社屋は、宮崎市下北方町にあった。
  - 3月25日 - ラジオ放送の予備免許交付。
  - 6月25日 - 試験電波発射（20:00・JST）。
  - 7月1日 - 全国34番目（山梨放送と同日）にラジオ放送の本放送開始（5:20・JST）。
- 1956年（昭和31年）11月1日 - AMラジオの延岡放送局開局。
- 1957年（昭和32年）10月22日 - アナログテレビ放送の予備免許交付。
- 1958年（昭和33年）5月1日 - AMラジオの都城放送局開局。
- 1960年（昭和35年）
  - 9月24日 - アナログテレビ放送のサービス放送開始。
  - 10月1日 - アナログテレビ放送の本放送開始、ニュースネットワークのJNNに加盟。
- 1961年（昭和36年）7月1日 - 宮崎放送（MRT）に社名変更。社章改定、字体を制定。
- 1963年（昭和38年）5月18日 - 現在も続くMRT招待高校野球の第1回を実施。
- 1965年（昭和40年）
  - 5月2日 - ラジオ・JRNに発足と同時に加盟。
  - 5月3日 - ラジオ・NRNに発足と同時に加盟。
- 1966年（昭和41年）12月10日 - カラー放送開始[注 6]。
- 1970年（昭和45年）12月1日 - 会社が労働組合に対してロックアウトを実施（1971年（昭和46年）6月末まで）。これにより同年11月に開始したテレビ番組『太陽とみどりのワイドショー・フレッシュみやざき』（土曜12時）は3回で終了する[28]。
- 1974年（昭和49年）10月1日 - 開局20年を機に九州のJNN系列局初のニュースワイド番組『MRTニュースワイド』を開始（番組名を変えつつ2021年まで継続）
- 1978年（昭和53年）
  - 5月13日 - 関連会社の「株式会社エム・アール・ティ会館」を設立。
  - 7月1日 - 現社屋のある土地に「MRT会館有料駐車場」を開業（1982年9月18日閉鎖）。
- 1979年（昭和54年）6月30日 - 開局25周年による記念番組 TBSテレビ『8時だョ!全員集合』が宮崎市民会館（現在は解体）からザ・ドリフターズらを迎え全国へ生放送。
- 1984年（昭和59年）
  - 4月15日 - MRTパーキング開業。
  - 7月1日 - 開局30周年、コーポレートアイデンティティ (CI) を実施、ロゴ・社旗を改定。
  - 9月1日 - MRTセンター（MRT社屋・MRT micc・MRTパーキングの総称）がオープン（社屋を現在地の橘通りに移転、MRT micc開業）。
  - 11月5日 - テレビ・平日朝のローカルワイド番組『おくさま9:30』を開始[29]（番組名を変えつつ2021年まで継続）
- 1987年（昭和62年）7月15日 - AMラジオの宮崎送信所を現在地の宮崎市一ツ葉に移転。
- 1990年（平成2年）
  - 8月29日 - アナログテレビ放送で音声多重放送・クリアビジョンを開始。
  - 11月15日 - MRTセンターの業務運営を関連会社の「エムアールティ開発」に委託。
- 1991年（平成3年）4月1日 - ラジオ終夜放送開始。
- 1995年（平成7年）6月22日 - MRTセンターの業務運営をエムアールティ開発から独立した「エムアールティ・ミック」に委託。
- 2003年（平成15年）6月4日 - 本社屋正面玄関に清涼飲料水のボトル缶で造られた簡易式爆発物が置かれ、それが爆発する。幸い同局社員、MRT miccテナント従業員および警備員等の出入りならびに同局付近に通行人はなく死傷者は出なかった。警察当局が爆発物取締法違反で捜査中（公訴時効は2028年）。
- 2006年（平成18年）
  - 2月 - 局キャラクター「ミーモ」「くーたん」「ぴよ蔵」誕生[30]。
  - 3月1日 - 地上デジタル放送に対応したマスターへ更新（NEC製）[30]。
  - 6月6日 - 地上デジタル放送の試験電波発射[30]。
  - 11月1日 - 地上デジタル放送のサイマル放送（サービス放送）を開始[30]。
  - 12月1日 - 地上デジタル放送・ワンセグの本放送開始。
- 2007年（平成19年）- ポータルサイト「miten」を開設。
- 2011年（平成23年）7月24日 - アナログ放送終了、同時にアナログテレビ送信施設廃止。
- 2012年（平成24年）4月2日 - インターネットIPサイマルラジオ「radiko」に参加。12時より宮崎県内のみにて実用化試験配信を開始。
- 2014年（平成26年）7月1日 - 開局60周年、大規模なものとしては2度目のコーポレートアイデンティティ（CI）を実施、ロゴ・社旗を現行のものに改定。
- 2015年（平成27年）9月2日 - FM補完中継局の予備免許を受ける[31]。
- 2016年（平成28年）
  - 4月1日 - FM補完中継局（宮崎）の本放送開始[31][32]
  - 8月9日 - FM補完中継局（延岡）の予備免許交付[33]
- 2017年（平成29年）3月31日 - FM補完中継局（延岡）の本放送を開始[34]
- 2021年（令和3年）5月17日 - 国連の「SDGsメディア・コンパクト」に加盟[26][27]。

### 社史・記念誌関連
以下の書籍以外にも数冊発行している。
- 1959年7月 『開局5周年記念誌・ラジオ宮崎』を発行[35]
- 1964年7月 『開局10周年記念誌・10MRTのあゆみ』を発行[35]
- 1984年12月 『宮崎放送三十年史』を発行（宮崎放送開局三十周年記念事業委員会・編、351ページ）[36]
- 1994年11月 『宮崎放送開局40周年記念誌』を発行（宮崎放送開局40周年記念事業委員会・編、171ページ）
- 2004年12月 『MRT宮崎放送50年史』を発行（宮崎放送50周年記念事業委員会・編集、330ページ）

## 資本構成
企業・団体は当時の名称。

### 2023年3月31日
| 資本金        | 発行済株式総数 | 株主数 |
| ------------- | -------------- | ------ |
| 162,000,000円 | 324,000株      | 127    |

| 株主                   | 株式数   | 比率   |
| ---------------------- | -------- | ------ |
| 宮崎放送持株会         | 32,400株 | 10.00% |
| 毎日新聞社             | 32,000株 | 09.87% |
| 宮崎県                 | 31,500株 | 09.72% |
| 宮崎銀行               | 16,200株 | 05.00% |
| 日本生命保険           | 14,000株 | 04.32% |
| 旭化成                 | 12,000株 | 03.70% |
| 東芝インフラシステムズ | 10,000株 | 03.08% |
| 朝日生命保険           | 10,000株 | 03.08% |
| 第一生命保険           | 10,000株 | 03.08% |

## ラジオ

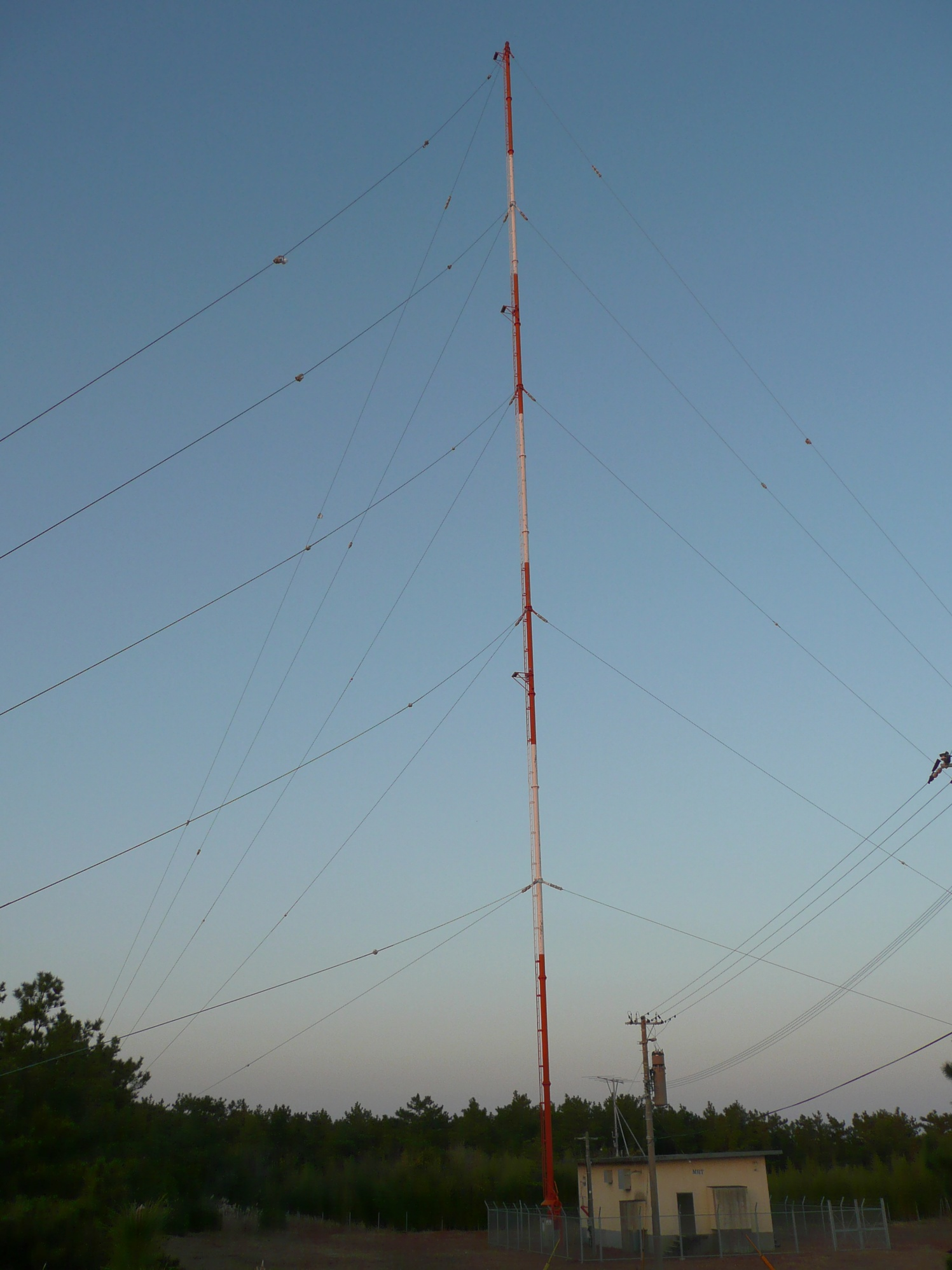
宮崎中波送信所（2007年12月）

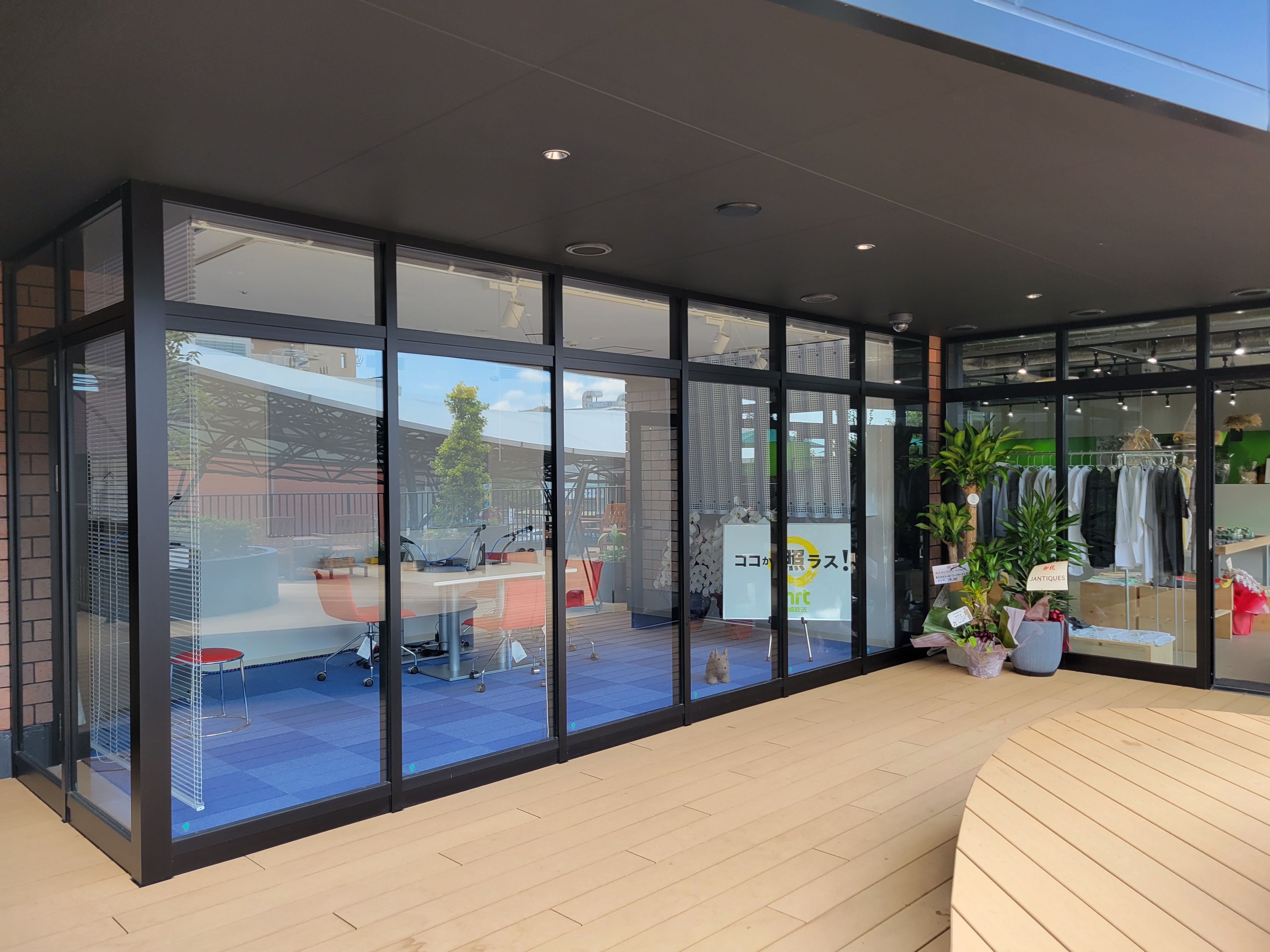
都城支社に併設されたサテライトスタジオ。GO!GO!ワイドのコーナー「みやこのじょうドキドキナビ」で使用

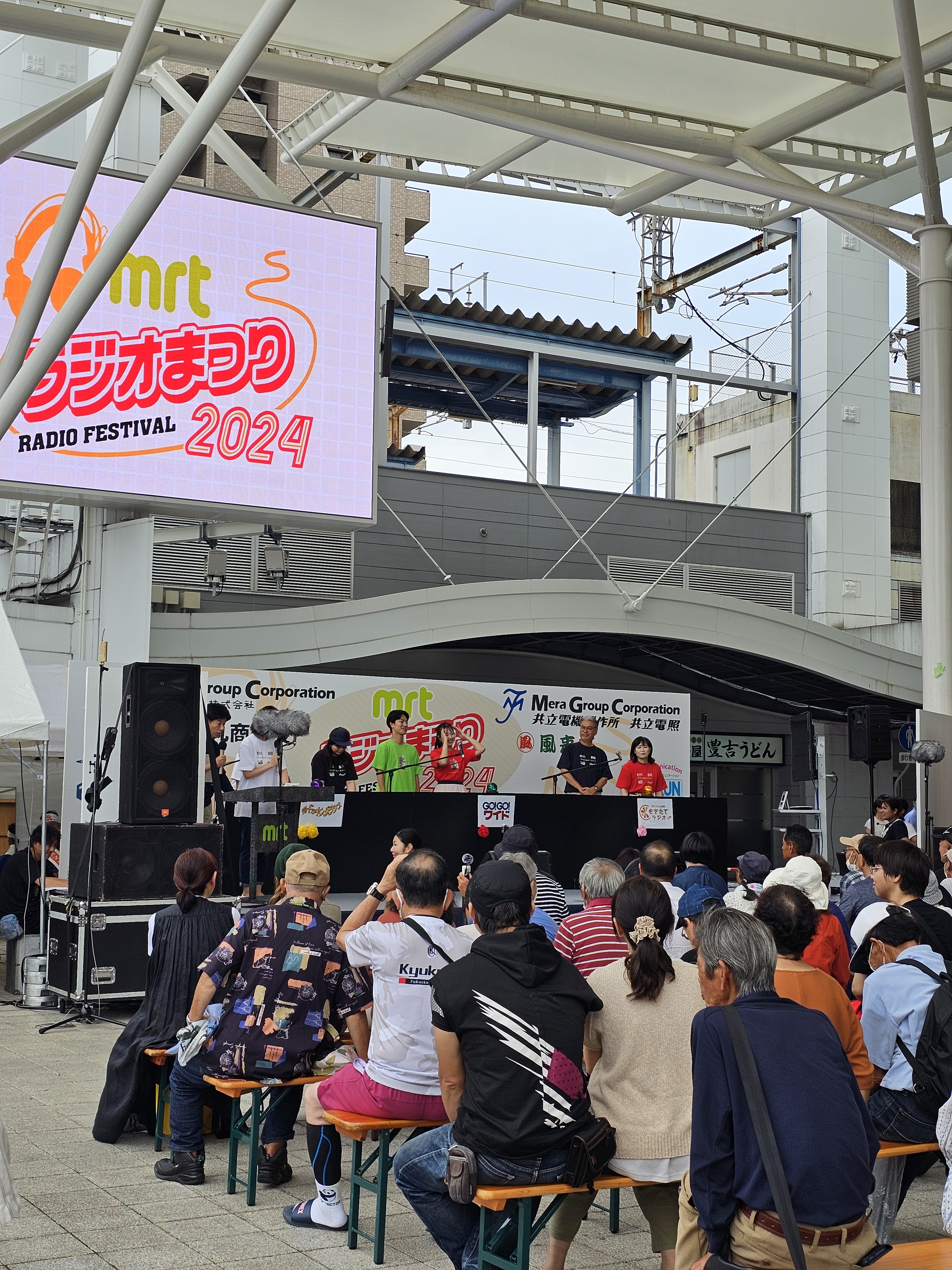
公開イベント「MRTラジオまつり2024」の様子]（2024年9月28日）

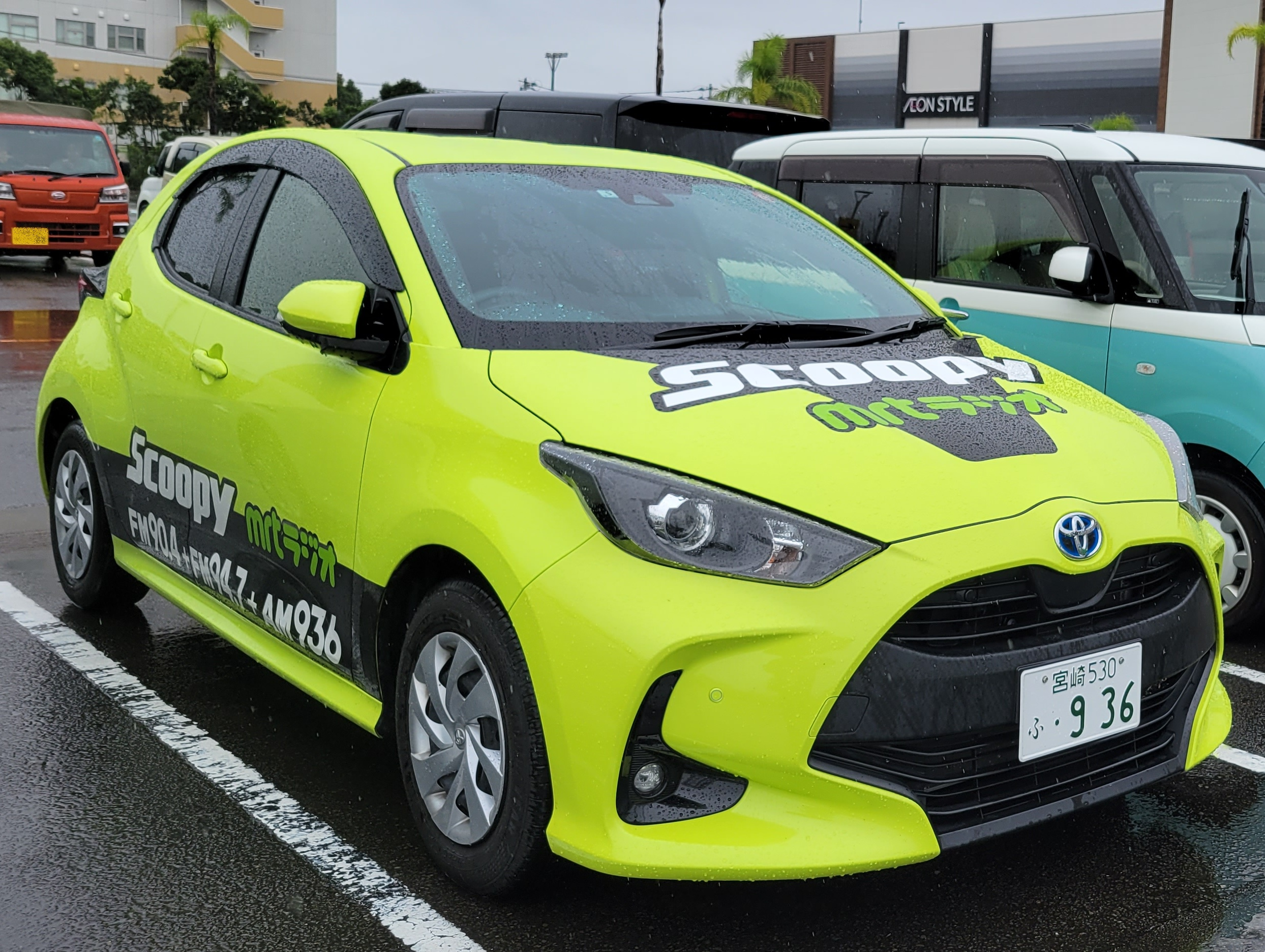
ラジオカー「スクーピー」（2023年）

### ラジオ周波数
ラジオの放送時間は、5:00基点の24時間放送で、毎週月曜未明 1:00 - 5:00に休止（実際には0:59に放送終了アナウンスを放送）。休止中は基本無音だが、毎月第2月曜はテストトーンを流す。
| AMラジオ放送 | AMラジオ放送 | AMラジオ放送 | AMラジオ放送 | AMラジオ放送                                         |
| 親局         | 呼出符号     | 周波数       | 空中線電力   | 備考                                                 |
| ------------ | ------------ | ------------ | ------------ | ---------------------------------------------------- |
| 宮崎         | JONF         | 936 kHz      | 5 kW         | 1954年3月25日予備免許 同年7月1日放送開始             |
| 中継局       | 呼出符号     | 周波数       | 空中線電力   | 備考                                                 |
| 延岡         | JONL（廃止） | 936 kHz      | 1 kW         | 1956年8月3日予備免許 同年11月1日放送開始             |
| 高千穂       |              | 936 kHz      | 1 kW         | 1965年8月2日予備免許 1966年3月1日放送開始            |
| 小林         |              | 936 kHz      | 1 kW         | 1961年11月10日予備免許 1962年3月1日放送開始          |
| 日南         |              | 936 kHz      | 1 kW         | 1961年12月7日予備免許 1962年4月21日放送開始          |
| 都城         | JONM（廃止） | 936 kHz      | 100W         | 1957年11月8日予備免許 1958年5月1日放送開始           |
| 串間         |              | 936 kHz      | 100W         | 1962年5月9日予備免許 同年6月1日放送開始              |
| FM補完中継局 |              |              |              |                                                      |
| 中継局       | 対応AM局     | 周波数       | 空中線電力   | 備考                                                 |
| 宮崎         | 宮崎送信所   | 90.4 MHz     | 1 kW         | 2015年9月2日予備免許交付。 2016年4月1日本放送開始。  |
| 延岡         | 延岡中継局   | 94.7 MHz     | 100W         | 2016年8月9日予備免許交付。 2017年3月31日本放送開始。 |

### 現在放送中の番組
2025年4月時点。詳細は、公式サイトの ラジオ基本番組表 を参照。
自社制作番組は太字。

#### 平日
| 時                                                                   | 月曜日                                                                     | 火曜日                                                                    | 水曜日                                                                       | 木曜日                                                                  | 金曜日                                                                  |
| -------------------------------------------------------------------- | -------------------------------------------------------------------------- | ------------------------------------------------------------------------- | ---------------------------------------------------------------------------- | ----------------------------------------------------------------------- | ----------------------------------------------------------------------- |
| 5                                                                    | 5:00 いいものテンミニッツ                                                  | 5:00 いいものテンミニッツ                                                 | 5:00 いいものテンミニッツ                                                    | 5:00 いいものテンミニッツ                                               | 5:00 いいものテンミニッツ                                               |
| 5                                                                    | 5:10 世の光                                                                |                                                                           |                                                                              |                                                                         |                                                                         |
| 5                                                                    | 5:20 心のともしび                                                          |                                                                           |                                                                              |                                                                         |                                                                         |
| 5                                                                    | 5:25 Mint                                                                  |                                                                           |                                                                              |                                                                         |                                                                         |
| 5                                                                    | 5:30 Brand-New Morning（TBSラジオ）                                        |                                                                           |                                                                              |                                                                         |                                                                         |
| 6                                                                    |                                                                            |                                                                           |                                                                              |                                                                         |                                                                         |
| 6:30 黒木瞳のあさナビ（ニッポン放送）                                |                                                                            |                                                                           |                                                                              |                                                                         |                                                                         |
| 6:40 河村通夫の大自然まるかじりライフ（マール）                      |                                                                            |                                                                           |                                                                              |                                                                         |                                                                         |
| 6:50 健康イキイキ!                                                   | 6:50 ラジオショッピング                                                    | 6:50 いいものテンミニッツ                                                 | 6:50 ラジオショッピング                                                      | 6:50 いいものテンミニッツ                                               |                                                                         |
| 7                                                                    | 7:00 アンクルマイクのビューティフルモーニング                              | 7:00 アンクルマイクのビューティフルモーニング                             | 7:00 アンクルマイクのビューティフルモーニング                                | 7:00 アンクルマイクのビューティフルモーニング                           | 7:00 アンクルマイクのビューティフルモーニング                           |
| 7                                                                    | 7:10 お早う!ニュースネットワーク（ニッポン放送）                           |                                                                           |                                                                              |                                                                         |                                                                         |
| 7                                                                    | 7:25 武田鉄矢・今朝の三枚おろし（文化放送）                                |                                                                           |                                                                              |                                                                         |                                                                         |
| 7                                                                    | 7:35 交通情報                                                              |                                                                           |                                                                              |                                                                         |                                                                         |
| 7                                                                    | 7:40 羽田美智子のいってらっしゃい（ニッポン放送）                          |                                                                           |                                                                              |                                                                         |                                                                         |
| 7                                                                    | 7:45 サウンドスケッチ（かしわプロダクション）                              |                                                                           |                                                                              |                                                                         |                                                                         |
| 8                                                                    | 8:00 話題のアンテナ 日本全国8時です（TBSラジオ）                           | 8:00 話題のアンテナ 日本全国8時です（TBSラジオ）                          | 8:00 話題のアンテナ 日本全国8時です（TBSラジオ）                             | 8:00 話題のアンテナ 日本全国8時です（TBSラジオ）                        | 8:00 話題のアンテナ 日本全国8時です（TBSラジオ）                        |
| 8                                                                    | 8:15 MRTニュース＆天気予報                                                 |                                                                           |                                                                              |                                                                         |                                                                         |
| 8                                                                    | 8:20 時東ぁみの危機耳ラジオ～その時のために～（かしわプロダクション）      |                                                                           |                                                                              |                                                                         |                                                                         |
| 8                                                                    | 8:30 フレッシュAM!もぎたてラジオ ▽11:00 テレフォン人生相談（ニッポン放送） |                                                                           |                                                                              |                                                                         |                                                                         |
| 9                                                                    |                                                                            |                                                                           |                                                                              |                                                                         |                                                                         |
| 10                                                                   |                                                                            |                                                                           |                                                                              |                                                                         |                                                                         |
| 11                                                                   |                                                                            |                                                                           |                                                                              |                                                                         |                                                                         |
| 11:55 MRTニュース&天気予報                                           |                                                                            |                                                                           |                                                                              |                                                                         |                                                                         |
| 12                                                                   | 12:00 いちたにななの7colors music ▽12:01 ランチタイムニュース（文化放送）  | 12:00 やのP-dai華のとことんラジオ ▽12:01 ランチタイムニュース（文化放送） | 12:00 勇ちゃんのポッピンランチタイム ▽12:01 ランチタイムニュース（文化放送） | 12:00 福元麻子のモッキンラジオ! ▽12:01 ランチタイムニュース（文化放送） | 12:00 福元麻子のモッキンラジオ! ▽12:01 ランチタイムニュース（文化放送） |
| 12                                                                   | 12:50 いいものテンミニッツ                                                 |                                                                           |                                                                              |                                                                         |                                                                         |
| 13                                                                   | 13:00 GO!GO!ワイド                                                         | 13:00 GO!GO!ワイド                                                        | 13:00 GO!GO!ワイド                                                           | 13:00 GO!GO!ワイド                                                      | 13:00 GO!GO!ワイド                                                      |
| 14                                                                   | 13:00 GO!GO!ワイド                                                         | 13:00 GO!GO!ワイド                                                        | 13:00 GO!GO!ワイド                                                           | 13:00 GO!GO!ワイド                                                      | 13:00 GO!GO!ワイド                                                      |
| 15                                                                   | 13:00 GO!GO!ワイド                                                         | 13:00 GO!GO!ワイド                                                        | 13:00 GO!GO!ワイド                                                           | 13:00 GO!GO!ワイド                                                      | 13:00 GO!GO!ワイド                                                      |
| 16                                                                   | 13:00 GO!GO!ワイド                                                         | 13:00 GO!GO!ワイド                                                        | 13:00 GO!GO!ワイド                                                           | 13:00 GO!GO!ワイド                                                      | 13:00 GO!GO!ワイド                                                      |
| 16:15 まいどあり～。                                                 | 16:15 今旬!インフォメーション                                              | 16:15 まいどあり～。                                                      | 16:15 健やかインフォメーション                                               | 16:15 まいどあり～。                                                    |                                                                         |
| 16:30 荻原次晴のニッポン応援団～VIVA JAPON～（かしわプロダクション） | 16:30 荻原次晴のニッポン応援団～VIVA JAPON～（かしわプロダクション）       | 16:30 荻原次晴のニッポン応援団～VIVA JAPON～（かしわプロダクション）      | 16:30 荻原次晴のニッポン応援団～VIVA JAPON～（かしわプロダクション）         | 16:30 朗読のヒロバ（TBSラジオ）                                         |                                                                         |
| 16:40 あなたにハッピー・メロディ（ニッポン放送）                     |                                                                            |                                                                           |                                                                              |                                                                         |                                                                         |
| 16:50 私たちの作文                                                   |                                                                            |                                                                           |                                                                              |                                                                         |                                                                         |
| 17                                                                   | 17:00 ニュース・パレード（文化放送）                                       | 17:00 ニュース・パレード（文化放送）                                      | 17:00 ニュース・パレード（文化放送）                                         | 17:00 ニュース・パレード（文化放送）                                    | 17:00 ニュース・パレード（文化放送）                                    |
| 17                                                                   | 17:15 ドクターごとうの熱血訪問クリニック（マール）                         |                                                                           |                                                                              |                                                                         |                                                                         |
| 17                                                                   | 17:25 くるまのことラジオ                                                   |                                                                           |                                                                              |                                                                         |                                                                         |
| 17                                                                   | 17:30 ネットワークトゥデイ（TBSラジオ）                                    |                                                                           |                                                                              |                                                                         |                                                                         |
| 17                                                                   | 17:45 けいりんレースガイド                                                 |                                                                           |                                                                              |                                                                         |                                                                         |
| 17                                                                   | 17:50 夕刊ラジオ ナイスキャッチ!                                           |                                                                           |                                                                              |                                                                         |                                                                         |
| 18                                                                   |                                                                            |                                                                           |                                                                              |                                                                         |                                                                         |
| 18:15 水木大介の元気じゃろかい?宮崎!                                 | 18:15 田代くるみのカルチャークラブ                                         | 18:15 由宇月と一緒に行ってみんよう♪                                       | 18:15 お父様の夕焼け倶楽部                                                   | 18:15 明日が見えるラジオ                                                |                                                                         |
| 18:45 Buy Now                                                        |                                                                            |                                                                           |                                                                              |                                                                         |                                                                         |
| 19                                                                   | 19:00 荻上チキ・Session（TBSラジオ）                                       | 19:00 荻上チキ・Session（TBSラジオ）                                      | 19:00 MRTエキサイティングナイター（ニッポン放送）                            | 19:00 MRTエキサイティングナイター（ニッポン放送）                       | 19:00 MRTエキサイティングナイター（ニッポン放送）                       |
| 20                                                                   | 20:00 アフター6ジャンクション2（TBSラジオ）                                | 20:00 アフター6ジャンクション2（TBSラジオ）                               | 19:00 MRTエキサイティングナイター（ニッポン放送）                            | 19:00 MRTエキサイティングナイター（ニッポン放送）                       | 19:00 MRTエキサイティングナイター（ニッポン放送）                       |
| 21                                                                   | 21:00 クラシック音楽 千夜一夜                                              | 21:00 なにわ男子の初心ラジ!（ニッポン放送）                               | 21:00 ユアヒットパレード・リターンズ                                         | 21:00 DJmix Show REAL BEATS                                             | 21:00 夏川りみのたびぐくるちむぐくる（かしわプロダクション）            |
| 22                                                                   | 22:00 オールナイトニッポン MUSIC10（ニッポン放送）                         | 22:00 オールナイトニッポン MUSIC10（ニッポン放送）                        | 22:00 オールナイトニッポン MUSIC10（ニッポン放送）                           | 22:00 オールナイトニッポン MUSIC10（ニッポン放送）                      | 22:00 オールナイトニッポンGOLD（ニッポン放送）                          |
| 23                                                                   | 22:00 オールナイトニッポン MUSIC10（ニッポン放送）                         | 22:00 オールナイトニッポン MUSIC10（ニッポン放送）                        | 22:00 オールナイトニッポン MUSIC10（ニッポン放送）                           | 22:00 オールナイトニッポン MUSIC10（ニッポン放送）                      | 22:00 オールナイトニッポンGOLD（ニッポン放送）                          |
| 0                                                                    | 0:00 レコメン!（文化放送）                                                 | 0:00 レコメン!（文化放送）                                                | 0:00 レコメン!（文化放送）                                                   | 0:00 レコメン!（文化放送）                                              | 0:00 嵐・相葉雅紀のレコメン!アラシリミックス（文化放送）                |
| 1                                                                    | 1:00 山田裕貴のオールナイトニッポン（ニッポン放送）                        | 1:00 星野源のオールナイトニッポン（ニッポン放送）                         | 1:00 乃木坂46のオールナイトニッポン（ニッポン放送）                          | 1:00 ナインティナインのオールナイトニッポン（ニッポン放送）             | 1:00 霜降り明星のオールナイトニッポン（ニッポン放送）                   |
| 2                                                                    | 1:00 山田裕貴のオールナイトニッポン（ニッポン放送）                        | 1:00 星野源のオールナイトニッポン（ニッポン放送）                         | 1:00 乃木坂46のオールナイトニッポン（ニッポン放送）                          | 1:00 ナインティナインのオールナイトニッポン（ニッポン放送）             | 1:00 霜降り明星のオールナイトニッポン（ニッポン放送）                   |
| 3                                                                    | 3:00 キタニタツヤの オールナイトニッポン0(ZERO)（ニッポン放送）            | 3:00 あののオールナイトニッポン0(ZERO)（ニッポン放送）                    | 3:00 佐久間宣行のオールナイトニッポン0(ZERO)（ニッポン放送）                 | 3:00 マヂカルラブリーのオールナイトニッポン0(ZERO)（ニッポン放送）      | 3:00 三四郎のオールナイトニッポン0(ZERO)（ニッポン放送）                |
| 4                                                                    | 4:30 上柳昌彦 あさぼらけ（ニッポン放送）                                   | 4:30 上柳昌彦 あさぼらけ（ニッポン放送）                                  | 4:30 上柳昌彦 あさぼらけ（ニッポン放送）                                     | 4:30 上柳昌彦 あさぼらけ（ニッポン放送）                                | 3:00 三四郎のオールナイトニッポン0(ZERO)（ニッポン放送）                |

#### 週末
| 時 | 土曜日 | 日曜日 |
| -- | --- | --- |
| 5  | 5:00 週刊 なるほど!ニッポン（ニッポン放送）                                                                      | 5:00 はやしべさとし～叙情歌を道連れに～                                                                              |
| 5  | 5:10 世の光 | 5:00 はやしべさとし～叙情歌を道連れに～                                                                              |
| 5  | 5:15 藤田恵美のかみつれ雑貨店（マール）                                                                          | |
| 5  | 5:20 心のともしび                                                                                                | |
| 5  | 5:25 MRT歌謡スポット                                                                                             | |
| 5  | 5:30 運動不足解消プログラム ActIve                                                                               | 5:30 明日への扉～いのちのラジオ～（第1・2週：ラジオ関西）～未来へ向かって～栄光のレジェンド（第3 - 5週：ラジオ関西） |
| 5  | 5:45 耳より健康便り                                                                                              | 5:30 明日への扉～いのちのラジオ～（第1・2週：ラジオ関西）～未来へ向かって～栄光のレジェンド（第3 - 5週：ラジオ関西） |
| 6  | 6:00 解決!知っ得プレミアム                                                                                       | 6:00 1万年堂出版の時間                                                                                               |
| 6  | 6:15 Wake Up メロディー                                                                                          | 6:15 ニッポン人物ア・ラ・100年（かしわプロダクション）                                                               |
| 6  | 6:15 Wake Up メロディー                                                                                          | 6:20 おはよう!ニッポン全国消防団（ニッポン放送）                                                                     |
| 6  | 6:30 土曜朝6時 木梨の会。（TBSラジオ）                                                                           | 6:30 今旬!インフォメーション                                                                                         |
| 6  | 6:30 土曜朝6時 木梨の会。（TBSラジオ）                                                                           | 6:45 Buy Now |
| 7  | 7:00 まいどあり～。                                                                                              | 7:00 信仰の時間 |
| 7  | 7:00 まいどあり～。                                                                                              | 7:10 潤子の素敵に朝!                                                                                                 |
| 7  | 7:15 元気スイッチ                                                                                                | |
| 7  | 7:30 納得健康15分                                                                                                | 7:30 イマドキショッピング                                                                                            |
| 7  | 7:45 晶子と県劇『知っ得!なっとく!』                                                                              | 7:45 わくわくお届け便                                                                                                |
| 8  | 8:00 話題のアンテナ 日本全国8時です（TBSラジオ）                                                                 | 8:00 ONE-J（TBSラジオ） ▽8:55 MRTニュース&天気予報                                                                   |
| 8  | 8:15 人生100年、今からはじめる終活の時間                                                                         | 8:00 ONE-J（TBSラジオ） ▽8:55 MRTニュース&天気予報                                                                   |
| 8  | 8:30 バリ朝!土曜日                                                                                               | 8:00 ONE-J（TBSラジオ） ▽8:55 MRTニュース&天気予報                                                                   |
| 9  | | 8:00 ONE-J（TBSラジオ） ▽8:55 MRTニュース&天気予報                                                                   |
| 10 | 10:00 Sports radio CHEERS!                                                                                       | |
| 10 | 10:30 おやこ応援ラジオ♪                                                                                          | |
| 10 | 10:55 MRTニュース&天気予報                                                                                       | |
| 11 | 11:00 ひろさんの「ふるふるサタデー」                                                                             | 11:00 三宅裕司のサンデーヒットパラダイス（ニッポン放送）                                                             |
| 11 | 11:30 ペアラジ（宮崎サンシャインエフエムと共同制作）                                                             | 11:00 三宅裕司のサンデーヒットパラダイス（ニッポン放送）                                                             |
| 11 | 11:45 米良美一のビューティフルライフ                                                                             | 11:00 三宅裕司のサンデーヒットパラダイス（ニッポン放送）                                                             |
| 12 | 12:00 超☆ドッキングラジオ ▽14:00 んダモシタン西諸Radio                                                           | 12:00 日曜午後の木もれ陽                                                                                             |
| 12 | 12:00 超☆ドッキングラジオ ▽14:00 んダモシタン西諸Radio                                                           | 12:55 MRTニュース&天気予報                                                                                           |
| 13 | 12:00 超☆ドッキングラジオ ▽14:00 んダモシタン西諸Radio                                                           | 13:00 爆笑問題の日曜サンデー（TBSラジオ）                                                                            |
| 14 | 12:00 超☆ドッキングラジオ ▽14:00 んダモシタン西諸Radio                                                           | 13:00 爆笑問題の日曜サンデー（TBSラジオ）                                                                            |
| 15 | 12:00 超☆ドッキングラジオ ▽14:00 んダモシタン西諸Radio                                                           | 15:00 GOGO競馬サンデー!（毎日放送）                                                                                  |
| 15 | 15:40 いいものテンミニッツ!                                                                                      | 15:00 GOGO競馬サンデー!（毎日放送）                                                                                  |
| 15 | 15:50 青果物市況・MRTニュース&天気予報                                                                           | 15:00 GOGO競馬サンデー!（毎日放送）                                                                                  |
| 16 | 16:00 ぶらり宮崎 さるき隊!                                                                                       | 16:00 DJボビー洋楽玉手箱                                                                                             |
| 16 | 16:00 ぶらり宮崎 さるき隊!                                                                                       | 16:30 華結び（RKB毎日放送）                                                                                          |
| 16 | 16:55 MRTニュース&天気予報                                                                                       | |
| 17 | 17:00 健康生活インフォメーション                                                                                 | 17:00 ドクター江藤のミュージックサプリ                                                                               |
| 17 | 17:15 水森かおりの歌謡紀行（ラジオ大阪）                                                                         | 17:15 亀渕昭信のお宝POPS（火曜会）                                                                                   |
| 17 | 17:30 綾野さつきの今夜もさつき晴れ                                                                               | 17:30 だいちゃんと行く!よりみちさんぽ                                                                                |
| 17 | 17:45 ウィークエンドネットワーク（TBSラジオ）                                                                    | 17:30 だいちゃんと行く!よりみちさんぽ                                                                                |
| 17 | 17:50 みちこ先生のニコニコ通信（南日本放送）                                                                     | 17:30 だいちゃんと行く!よりみちさんぽ                                                                                |
| 18 | 18:00 水森英夫のチップイン歌謡曲（火曜会）                                                                       | 18:00 サンデーラジオ大学                                                                                             |
| 18 | 18:30 二見颯一のやまびこステーション                                                                             | 18:00 サンデーラジオ大学                                                                                             |
| 18 | 18:45 録音風物誌 (火曜会)                                                                                        | |
| 18 | 18:55 MRTニュース&天気予報                                                                                       | |
| 19 | 19:00 アルコ&ピース D.C.GARAGE（TBSラジオ）                                                                      | 19:00 松村邦洋のOH-!邦自慢（山口放送）                                                                               |
| 19 | 19:00 アルコ&ピース D.C.GARAGE（TBSラジオ）                                                                      | 19:30 キャイ〜ンのWANIWANIさせて（山梨放送）                                                                         |
| 20 | 20:00 音楽☆とらのアナ（火曜会）                                                                                  | 20:00 道本晋一のフォーク横丁                                                                                         |
| 20 | 20:30 岡村孝子 あの頃ミュージック（かしわプロダクション）                                                        | 20:00 道本晋一のフォーク横丁                                                                                         |
| 20 | 20:45 ニシタチジカン                                                                                             | 20:00 道本晋一のフォーク横丁                                                                                         |
| 21 | 21:00 Snow Manの素のまんま（文化放送）                                                                           | 21:00 J-POPパラダイス90’s                                                                                            |
| 21 | 21:30 日向坂46の「ひ」（文化放送）                                                                               | 21:30 be quiet |
| 22 | 22:00 福山雅治と荘口彰久の「地底人ラジオ」（渋谷のラジオ）                                                       | 22:00 グレープのもう魔酔わない!（東海ラジオ）                                                                        |
| 23 | 22:00 福山雅治と荘口彰久の「地底人ラジオ」（渋谷のラジオ）                                                       | 23:00 かまいたちのヘイ!タクシー!（TBSラジオ）                                                                        |
| 23 | 23:30 SixTONESのオールナイトニッポンサタデースペシャル（ニッポン放送）                                           | 23:30 問わず語りの神田伯山（TBSラジオ）                                                                              |
| 0  | 23:30 SixTONESのオールナイトニッポンサタデースペシャル（ニッポン放送）                                           | 0:00 ユアヒットパレード・リターンズ（再放送）                                                                        |
| 1  | 1:00 オードリーのオールナイトニッポン（ニッポン放送）                                                            | （1:00 - 5:00 放送休止）                                                                                             |
| 2  | 1:00 オードリーのオールナイトニッポン（ニッポン放送）                                                            | （1:00 - 5:00 放送休止）                                                                                             |
| 3  | 3:00 オールナイトニッポン0(ZERO)（ニッポン放送） ヤーレンズのオールナイトニッポン0(ZERO)（最終週、ニッポン放送） | （1:00 - 5:00 放送休止）                                                                                             |
| 4  | 3:00 オールナイトニッポン0(ZERO)（ニッポン放送） ヤーレンズのオールナイトニッポン0(ZERO)（最終週、ニッポン放送） | （1:00 - 5:00 放送休止）                                                                                             |

#### 随時放送
- MRTニュース
- 交通情報
- 天気予報
  - 各ワイド番組内で放送。
- MRTラジオパワープレイ 音楽魂

#### 特別番組
- ニューイヤー駅伝（TBSラジオ制作 毎年1月1日 9:00 - 14:30）
- 箱根駅伝実況中継（文化放送より毎年1月2日・3日にネット）
- 天皇盃 全国男子駅伝実況中継（中国放送より毎年1月第3日曜 12:15にネット）
- ボートレースラジオ実況中継（文化放送よりSG競走優勝戦開催日にネット。）

### 過去に放送した自社制作番組
平日朝
- モーニングワイド・みやざき朝一番（1984年11月 - ?）
- さわやかワイドみやざき朝一番（2000年 - ?）
- MRTさわやかモーニング（? - 2007年3月）
- スカッと朝いち番!（2008年9月29日 - 2016年3月25日）
- 田代剛のひなたんラジオ（月曜 - 金曜 6:30 - 8:30/2016年3月 - 2018年9月）
- おはよう!ニュースキャッチ（2018年10月1日 - 2024年3月29日）

平日昼前
- ふれあいラジオくらしのレーダー（1972年4月 - 2007年3月）
- MRTスーパーワイドバリッと朝（2007年4月 - 2014年3月）

平日昼過ぎ
- おひるのふれあい歌謡曲
- ふるさとラジオでこんにちは（1979年11月 - ?）
- ラジオMIYAZAKI2:00
- ＃ラジカル（火曜 18:15-18:45、? - 2024年3月）
- 大石村山トレーニングセンター（火曜 21:00 - 22:00、? - 2024年3月）
- 福元麻子のまことしやかな話（水曜 21:00 - 22:00、? - 2024年3月）

金曜日
- MRTナイスミドルミュージック 上岡信夫のJAZZ TRAIN（金曜 21:00 - 22:00 / ? - 2021年3月26日）
- MUSIC DONUTS（金曜 21:15 - 21:55）
- レイチェルの金曜・夜カフェ（金曜 21:00 - 22:00 2021年10月 - 2024年6月）

土曜日午前
- 川島恵のおはようイージーリスニング（土曜 5:20 - 5:30 / ? - 2021年3月27日）
- 伊原俊一のげんきお届け!宅配便（土曜 5:30 - 5:45）
- MRT土曜さわやかモーニング
- 稼ぐ農家ラジオ（土曜 8:15 - 8:30）
- 久世流ラジオ塾 夢を夢で終わらせない（土曜 11:30 - 11:45）
- 小田矢かなのおだやかなひととき（土曜 11:45 - 12:00）

土曜日午後
- はじめちゃんの歌え人生そりゃボクじゃ（1976年10月 - 1991年10月、12:00 - 14:00）
- 土曜ワイド いもからかぼちゃ（13:00 - 16:00）
- あしたは日曜日（1983年4月 - ?、14:00 - 16:00）
- 武坊・淳子の土曜もGO!GO!（土曜 16:00 - 16:55 / ? - 2021年3月27日）
- FREE STYLE MUSIC!（土曜 17:00 - 17:30）
- 綾野さつきの今夜もさつき晴れ（土曜 17:30 - 17:45）
- roots～遙かなる時の彼方～（土曜 18:00 - 18:30 / - 2020年9月26日）
- MRTラジオうたまつり情報（土曜 19:15 - 19:30）
- SATURDAY NIGHT Flare!!（土曜 20:00 - 20:30 / ? - 2021年3月27日）
- JADDO（土曜 22:00 - 23:30 / 2016年10月1日 -2021年3月27日）
- 土屋有だけどなんか質問ある?（土曜 20:00 - 20:30、2021年4月 - 2024年3月）

日曜日午前
- 天尊降臨ヒムカイザーラジオ「ヒムラジ」（日曜 9:00 - 9:30 / ? - 2021年3月28日）
- ゆかいアート村のラジオ局（日曜10:45 - 10:55 / ? - 2021年9月、）

日曜日午後
- ラブラブラブコール（1983年9月 - 1985年9月、12:00 - 13:00）
- MRT歌謡曲ベスト20（1982年4月 - 1988年9月）→MRTサンデー・ベスト20（1988年10月 - 1989年11月19日）→MRT歌謡曲ベスト20（1989年11月26日 - ?）
- サンデーリクエストプログラム らじもん!!（日曜 12:00 - 13:50）
- アナ旅（日曜 17:00 - 17:30 / ? - 2021年3月28日）
- ここねと淳子の斜めの関係。（日曜 18:00 - 18:30）
- みなみりさの恋鈴ラジオ（日曜 18:30 - 18:45）
- 立川らく生の笑いの殿堂（日曜 18:30 - 18:45 / ? - 2021年3月28日）
- スクーピーのスマイルダイアリー（日曜 18:45 - 18:55）
- アンクルマイクとナンシーさん（日曜 21:00 - 22:00 <※ナイターオフ限定に放送> / 1983年10月 - 2019年3月）
- YUMEZAKI RADIO（日曜 22:30 - 23:00）
- 道本晋一のフォーク横丁（日曜 20:00 - 21:00、? - 2024年3月）
- はぴあにっ（日曜 23:00 - 23:30 / ? - 2021年3月28日）
- ～2次元は酸素です～おしかつ（日曜 21:00 - 21:30、2023年4月 - 2024年3月）

その他
- RMKラジオスコープ・日曜ダイヤル（1958年11月 - 1959年12月）
- 歌の速達便（1954年7月 - 1965年4月）
- よい子のめざめ（1954年7月 - 1960年12月）
- 智慧の小箱（1954年10月 - 1957年5月）
- RMK小劇場
- 歌うサンドイッチマン（1954年11月 - 1956年8月）
- 朝の童謡（1955年3月-1960年3月）
- 職場対抗紅白歌試合（1955年8月 - 1958年6月）
- サロンタイム（1956年12月 - 1977年3月）※1990年代にも同タイトルで放送
- お早う知事さん →朝の談話室　→県政の窓
- RMK綴方教室
- テレフォンリクエスト
- ふるさとの星座
- 何でも学校
- ユアヒットパレード（1957年8月 - 1967年5月）※1970年代の中断を挟んで1981年に復活、現在『ユア・ヒット・パレードリターンズ』として継続
- 日向ものしり辞典（1961年4月 - 1966年）
- 僕の職場 私の職場（1963年7月 - 1964年12月）
- ロート歌のリクエスト
- ディスクの王様
- 名曲への招待
- お早う有線放送の皆さん
- おはようみやざき（1966年10月 - 1967年3月）
- ドライバーのあなたへ
- 職場対抗歌合戦
- MRTラジオ劇場（月1回のラジオドラマ）
- MRTヤング・ヒット・パレード（1969年10月 - 1970年11月）
- MRT歌謡曲ベストテン（1969年10月 - 1970年11月）
- サンデー・ティー・ルーム（1970年5月 - 11月）
- みやざき歴史散歩（1970年11月 - 1971年3月）
- チー子の夜ってナンダ（1971年5月 - 1972年3月）
- テレフォン・ナイト（1971年7月 - 1975年3月）※1980年代にも『MRTテレホンナイト』のタイトルで放送
- ハピー バラエティ・ショー（1971年10月 - 1973年5月）
- ママと赤ちゃん（1971年11月 - 1982年1月）
- 日曜ワイド こんばんはみやざき（1973年10月 - 1974年3月）
- いもがらかぼちゃ（1973年11月 - 1975年3月）→フルトンのいもがらかぼちゃ（1975年4月 - 1976年5月）
- あの日あの時（1974年5月 - 1975年4月）
- 小塚美枝の土曜レーダー（1975年4月 - 1976年4月）
- テレフォン・ミュージック・イン（1975年4月 - 1976年5月）
- サンデー・ヤング ヤング・ベスト（1975年7月 - ）→サンデー・ヤングヤング（1977年6月 - ）→ソニー・ジャスト・イン・ヤング（1977年11月 - ）→サンデー・ジャスト・イン ヤング（1979年6月 - 1981年9月）
- トントンのジャンプアップミュージック
- MRTそれゆけ電リク大作戦
- ファンキー・ダイナマイト・ポップス（1976年6月 - 1977年9月）
- 宮交さわやかサンデー
- サンタとゆりの土曜はおまかせ（1977年4月 - 1977年10月）→サンタとタエの土曜はおまかせ（1977年10月 - 1978年3月）
- ヨーコ＆ピーター ENGLISH NOW
- 洋と潤子のあなたが選ぶ歌謡曲ベスト20（1978年1月 - 1980年9月）[注 22]
- 土曜はあなたと（1978年4月 - 9月）
- ケメのシュワッピ・ドゥ
- 方言列車は行く（1978年10月 - 1979年3月）→方言列車PARTⅡ（1979年5月 - 1980年3月）
- サタデー・テレフォン・リクエスト（1978年10月 - 1983年3月）
- ウィークエンドスペシャル 夜をひとりじめ（1979年10月 - 1980年9月）
- 県内スミからスミまでぐいーと だれやみ大作戦（1979年11月 - 1980年3月）→だれやみ電話大作戦PARTI（1980年10月 - 1981年3月）→だれやみ電話大作戦PARTIII（1981年10月 - 1982年3月）
- ジュニアとケイのザ・ベスト20（1980年10月 - 1981年10月4日）→歌謡曲ザ・ベスト20（1981年10月11日 - 1982年3月）
- 辛口人生1週間のごぶサタデー（1981年4月 - 1984年9月）
- 夜のカラオケ あんたが大賞（1981年10月 - ）
- ナツメロ託送便
- あなたがうたう!!ザ・カラオケパートⅢ（1984年10月 - ?）　→あなたが歌うザ・カラオケ（1986年10月 - ?）
- わが青春のメロディー～なつかしのスターとともに～（1984年10月 - ?）→わが青春のメロディー（1985年10月 - 1987年3月）
- とことん演歌
- MRTスポーツ・ジョッキー
- アニメランド（1984年10月 - 1999年3月）
- マーク・ピーターセンのおはようインタビュー（1985年4月 - ?）※『みやざき朝一番』土曜特集
- MRT TELEPHON JOCKEY どきどき!放送局
- 桜田明彦の今夜もちんぐぁら
- KI・BU・Nはハート色（1985年10月 - ?）
- 新ひむかふるさとレポート（1985年10月 - ?）
- マーク・ピーターセンのON THE UPBEAT（1985年10月 - ?）
- 莉絵とおっちぃの民謡ジョッキー（1985年10月 - ?）→莉絵と解さんの民謡ジョッキー
- KIMIKOのいっきに60分（1985年10月 - ?）
- とんでるクラシック・タイム（1985年10月 - ?）
- ジャズトレイン936
- TEENBEAT（1986年4月 - ?）
- MRTポップサークル
- うまか情報局（1986年7月 - ?）→ぶっとび!うまか族（1991年10月 - 1993年4月）
- おしゃれちっく倶楽部
- MRT SUPER WIDE ハロー！日曜族（1986年10月 - ?）→ハロー日曜族II
- 桜田明彦のぽっぷん王国（1986年11月 - 1990年3月）→ぽっぷん王国ミュージックスタジアム（1990年4月 - ?）
- みやざきざっくばらん（1987年6月 - ?）
- 宮崎グルメ読本（1987年7月 - ?）
- アコとはじめの出前放送局（1987年 - 1988年）
- かぼちゃぴあ'87（1987年10月 - ?）
- ふれあい仲間 トークイン・村さ来（1987年10月 - ?）
- 桜田明彦のミュージック フリーウェイ（1987年10月 - ?）
- 武中はじめの歌のセレナーデ（1987年10月 - 1988年）
- どき!どき!2～ブルーシール共和国～（1987年10月 - ?）
- 上岡信夫のミスターラジオジラ（1987年10月 - ?）
- 片健のケンケンガクガク（1988年3月 - ?）→カタケンの観光地診断（1988年10月 - ?）
- Cokeバラエティー 日曜するぞーッ（1988年4月 - ?）→COKE SUNDAY SPLASH（1991年7月 - ?）
- RADIO CUBE 936（1988年4月 - 1991年4月）
- 歌ってる場合ですよ
- 風が運んだ物語（1988年4月 - ?）
- ヤンタンTACHIBANA（1988年6月 - ?）
- 永遠の星座大宮・私の母校（1988年9月 - 11月）※特別番組
- わたしのオールディーズ（1988年10月 - ?）
- わくわくゲームランド （1988年10月 - 1990年4月）→ゲームクラブ（1990年4月 - 9月、1992年4月 - 1994年4月）
- 遠藤玲子のハローワールド（1988年10月 - ?）
- 小林文俊の昭和の歌 心の歌（1988年10月 - ?）
- サタデーザ・スポーツジョッキー（1988年10月 - ?）
- MRTテレホンナイト（1988年10月 - 1989年）
- みやざきエコノミーくらぶ（1988年11月 - ?）
- Ladyパラダイス～女性たちへのラブコール（1988年11月 - 1991年）
- 政行のRADIカルマガジン～今夜も飲みにケイション（1989年1月 - ?）
- 東治男の土曜の夜はほろよい気分（1989年1月 - ?）
- 吾子とはじめのいもがら♪かぼちゃ7時です（1989年4月 - 10月、1990年4月 - 10月、1991年4月 - 9月）→吾子＆はじめのいもがらかぼちゃ（1989年10月 - 1990年4月※20時台、1990年10月 - 1991年4月※21時台）
- 桜田明彦のミュージック バンク（1989年4月 - ?）
- MRTザ・歌BAN（1989年10月 - 1990年3月）※テレビO.A.に1時間遅れて同内容を放送
- 政行と英明のフリートークMARKET（1989年10月 - ?）
- テレホンジョッキー土曜の夜はおとな倶楽部（1989年10月 - ?）
- フレッシュモーニング
- ハローアイランド（1990年4月 - ?）
- MRT 22ナビゲーション～銀座4丁目からこんばんは!～（1990年4月 - ?）→22ナビゲーションスペシャル（ - 1993年4月）
- サタデーナイトみやざき（1990年5月 - ?）
- SPORTS新鮮組!（1990年7月 - ?）
- 酒泉の杜発ウィークエンド・ステーション（1990年10月 - 1992年10月）
- てげにゃWORLD!（1990年10月 - ?）
- 音楽バラエティー 古木田耕作の愛があれば・・・（1990年10月 - ?）
- SUNDAY 936 SPECIAL（1990年10月 - ?）
- サロンタイム（1991年4月 - ?）
- 情報がいっぱい わくわくステーション・4丁目RADIO（1991年4月 - ?）
- MIYAZAKI NOW（1991年4月 - ?）
- パンプ・アップ・リスキー!（1991年4月 - 1992年4月）
- リエのスキ・スキ大好きよ（1991年4月 - ?）
- PHOENIX BLUE WIND（1991年7月 - ?）
- はじめちゃんの人生 三・三・七拍子（1991年10月 - 1994年6月）
- サタデー・サロンタイム・スペシャル"Music Cruising"（1991年10月 - 1992年3月）
- カラオケで歌う歌謡曲ベスト20（1991年10月 - 1992年4月）
- みやざきWoman倶楽部（1991年10月 - ?）
- ENGLISH UP DATE（1992年4月 - ?）
- キャッチ ザ・ウェーブ（1992年4月 - ?）
- She　Take 95（1992年4月 - ?）
- サンデー大学講座（1992年4月 - ?）→※現『サンデーラジオ大学』
- MRTラジオスペシャル（1992年10月 - ?）
- クイズ家族でドン!（1992年10月 - ?）
- 吾子とバニーの三十路ナイトクラブ（1992年10月 - 1994年4月）
- 中山大ちゃんの人生そこそこ70点（1993年1月 - ?）
- サンデー夕焼けクラブ情報アロワナ
- ウェルネス都城（1993年4月 - ?）
- あなたもふるさと探検隊（1993年10月 - ?）
- MRTわいわいナイト（1993年 - ?）
- 俺たちパープリン!（1993年4月 - 1998年4月）
- 下村一以のおまかせサンデー（1994年4月 - ?）
- ダディと晶子のクラシックジョッキー（1994年4月 - ?）
- 宮崎発GO!GO!サッカー
- 竹矢宣子 宮崎元気化計画
- 薗田潤子のシネマパラダイス
- はじめちゃんのあの町この町ふるさと放送局（1994年7月 - 1995年9月）
- みなみけいこのおしゃべりトマト（1994年10月 - ?）
- 洲明・裕子の民謡ナイト（1994年10月 - ?）
- JALの旅情報（1994年10月 - ?）
- MRT夕焼けスタジオ（1994年10月 - ?）
- 宮澤信雄のサタデーブランチ（1996年 - ?）
- 今朝も元気RADIOがうまい（1998年4月 - 2000年）
- 午後は気ままにウーマン５（1998年4月 - ?）
- 音楽と情報の玉手箱OTODAMA（1998年10月 - 2000年3月）
- 歌春一座がまいりました（1998年10月 - 1999年9月）※MRT開局45周年記念ラジオ番組
- 竹井由美の土曜に乾杯!（2000年4月 - ?）
- こうちゃんの歌わずにはいられないっ!!
- ドクター美原のいきいき健康塾
- マサとユッコのイッキに120分（2000年4月 - ?）
- ツーさんの宮崎オールディーズ（2000年10月 - ?）
- 清水怜子のあの歌に逢いたい（2000年10月 - ?）
- ゆうなつ・なんでもん（2000年10月 - ?）
- NORRY NIGHT（2000年10月 - ?）
- MRT Night Train（2002年10月 - 2007年3月）
- 辰ちゃんの昭和歌謡史
- 大淀川とわたし（2003年8月2日）※『Keep Miyazaki Beautiful』由来のラジオ特番
- ひむか神話街道を行く（2003年9月21日）※開局50周年特別企画ラジオ特番
- 宮崎と歩んだ50年（2004年7月3日）※開局50周年特別企画ラジオ特番
- スマイル
- 天使の誘惑〜あなたへのメッセージ〜
- みんなで乾杯
- 不況を吹っ飛ばせ！トップインタビュー
- エンタメ!!
- MRT夜のポップス
- 甲斐和代のシャンソンへの誘い（? - 2009年3月）
- 日向かぼちゃでこんにちは♪（? - 2009年3月）
- おたすけRADIO塾（? -2008年3月）
- 吼えろ! 90歳
- 愛ランドみやざき　※1989年のテレビ番組とは同名の別番組
- みやざき川物語
- 麻衣子の倖せ街道
- 村上よしのりの民謡エンヤートーク（? - 2008年3月）
- 怜子のおまかせ歌謡曲（? - 2007年9月）
- SOUND GROOVE
- BLASHのチューナーパンクス（2005年10月 - ?）
- 樫元洋の「日曜音楽本舗」（2005年10月 - 2006年6月）
- ムーキン戦隊デジラジャー →ムーキン戦隊デジラジャー・ハーフ（2005年10月 - 2011年3月）
- 大森うたえもん ハッピーウェディング
- 宮崎ほっとタイム
- ひとみのハートフルミュージック
- 真北聖子の癒しのトビラ（2007年4月 - ?）
- サンデーさわやか倶楽部（? - 2008年3月）
- みえことジローのあったかトーク（2007年 - 2016年3月）　→みえこのあったかトーク（2016年4月 - ?）
- 鬼玄丹とやのPが行く! じゃじゃ馬道中記（? - 2008年3月）
- 青春エレキ天国!!（? - 2008年3月）
- 柳田光義と歌仲間（? - 2008年3月）
- なんばん（? - 2008年3月）
- 土曜ヒルラジ（? - 2008年3月）
- 雍子と由紀子の見たまま感じたまま（2007年 - 2013年3月）
- 詩子のサウンドボヤージュ（? - 2009年3月）
- 土曜の王様〜ドッキング☆ラジオ（2008年4月 - ?） →※現『超☆ドッキングラジオ』枠
- 土曜夕どき・えむ通り（2008年4月 - ?）
- MRT日曜朝カフェ（2008年4月 - ?）
- 谷沢直美のリクエストパレード（2008年4月 - 2009年3月）
- サンデースペシャル Megu＆Go のどごしつるりんラジオ!
- とっておきの話〜私のMRT〜
- 橋通り書店
- おめざめラジオ
- MRTナイトシアター
- 軍ちゃんの陽気にいくさ
- コドモソウルのラジオソウル!（? - 2009年3月）
- SpiritのPower of Spirit →Spiritのオールド イズ ゴールド☆
- 理恵ちゃん・こかちゃんの歌の宝石箱
- うたえもんのエンターテイメントのジョー式
- 思い出のラブソング
- あや・さこ・まりプロデュース Mアナ☆スタイル
- MRTセレクトイブニング
- 彩のラ・テ ソムリエ（? - 2009年3月）
- 木佐貫ひとみのおしゃべりな夕暮れ（? - 2009年3月）
- M&Dミュージック・スペース（? - 2009年10月）
- Lock On 30（? - 2009年10月）
- エイティーズNo.1
- メロディ列車で行こう
- ばあちゃん＆伸吾の「はい!よろこんで」
- Mアナ・セレクション（2009年10月 - 2010年4月）
- 政務秘書 吉川敏夫のひしょひしょ話（? - 2010年）
- 大好き!BU-N-KA-BU（2009年10月 - ?）
- ラジオスナックいってみろや（2009年10月 - ?）
- かねこひろのり 心の歌・未来の扉
- トニーヒロタの親父気ナイト
- 上兄ぃ 洋子のシネマ・ウォーク
- 恋ラジ（2009年10月 - ?） →恋ラジ＋Plus　→恋ラジZ
- 服部赳志のナイトタイムミュージック（2010年4月 - 2016年3月）
- 演歌老舗本舗
- 宮崎元気印 情熱企業
- 宏ちゃんの起き抜け歌謡曲
- 女UP! みやざき女子力向上委員会
- ほんのほんの時間
- Happy Radio Holiday!
- relax（木曜 18:30 - 19:00）
- ラジオだよ!（2010年9月20日）※MRT・エフエム宮崎合同特別番組
- ラジオManGo!（2014年7月1日）※MRT開局60年記念特番
- 上田チープル（2014年9月 - 2015年3月）
- 九州・沖縄むかし物語（2000年4月 - ?）※ラジオドラマ　※九州沖縄7局持ち回り制作
- アンクル・マイクのBeautiful Morning
- 上岡信夫のあの日 あの頃
- LaLaLa Saturday
- 竹井さんと圭治くん Gaha大笑（月曜 18:30 - 20:00）
- 女会（月曜 21:15 - 22:00）
- 昭和の歌・わたしのうた（水曜 21:15 - 22:00）
- うたえもんのラジオでドーヨ?!（火曜 18:30 - 19:00 /  - 2020年9月22日）
- PERSONS～A twilight talk on the street～（水曜 18:15 - 18:45 / ? - 2021年3月24日）
- BOOM・BOOM・BOOM!（水曜 21:00 - 22:00 / ? - 2021年3月24日）
- 甲斐杏奈の今夜もcheck check!（2021年4月3日 - 2022年3月26日）

## テレビ

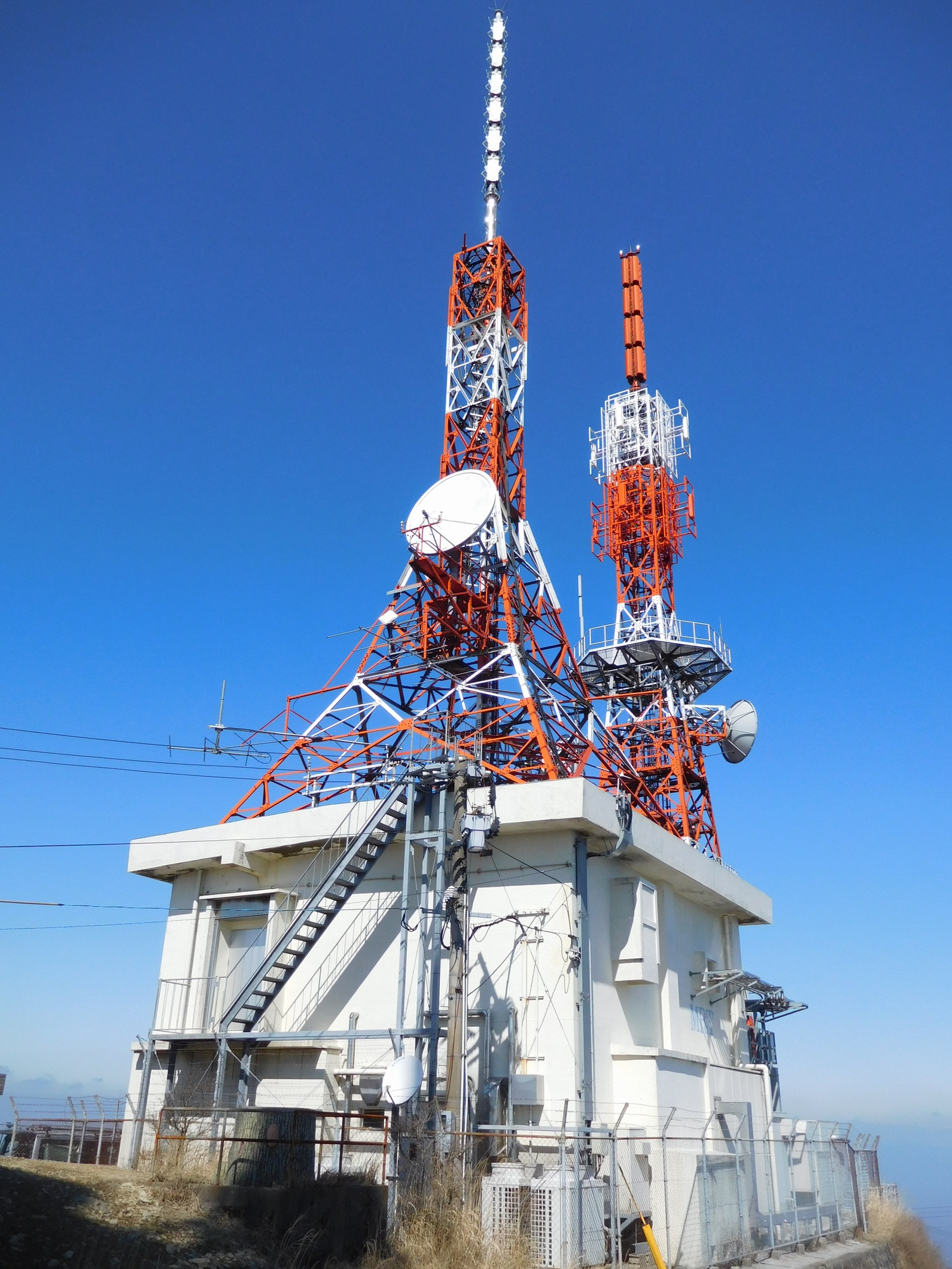
デジタルテレビ放送の鰐塚山送信所およびFM補完中継局（親局、画像右）
画像左は元・アナログテレビ塔。2016年撮影

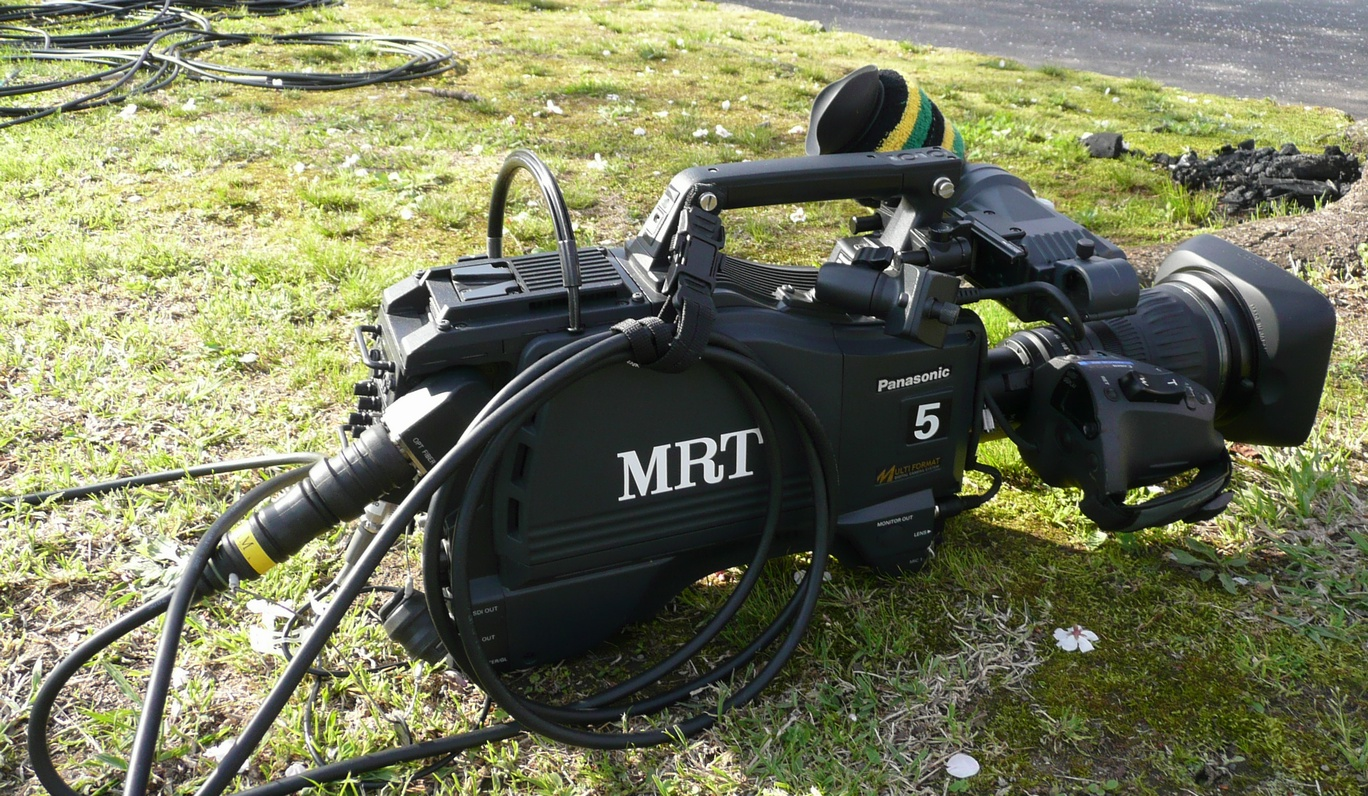
MRTが使用するビデオカメラ（パナソニック・AK-HC930）

### テレビネットワークの移り変わり
- 1960年（昭和35年）10月1日 - テレビ放送開始。同時にニュースネットワークJNNに加盟し以来ラジオ東京テレビ → 東京放送主体編成のフリーネット（開局当時は＋日本テレビ・フジテレビ・日本教育テレビ（NET））。
- 1967年（昭和42年）6月 - 民間放送教育協会に加盟。
- 1970年（昭和45年）4月1日 - テレビ宮崎（UMK）が開局。同局はフジテレビ主体編成のフリーネットを採用したため、フジテレビの番組が一部例外を除いて移行。日本テレビの番組、NET → テレビ朝日の番組の一部も移行。
- 1975年（昭和50年）3月31日 - 朝日放送（現：朝日放送テレビ）と毎日放送とのネットチェンジによりこれまで一部テレビ宮崎（UMK）で放送されていた毎日放送のテレビ番組がすべて移行される。一貫してTBS系列局ではあるが、テレビ宮崎は現在もフジテレビ系列主体で日本テレビ系列・テレビ朝日系列とのクロスネット局[注 23]のため、テレビ宮崎では放送されない一部の番組（テレビ東京系列分も含む）を番組販売（主に平日深夜・週末午後などのローカルセールス枠で放送）で放送しており（朝日放送テレビ制作の『新婚さんいらっしゃい!』、読売テレビ制作の『そこまで言って委員会NP』のみ同時ネットで放送）、編成によっては宮崎放送とテレビ宮崎との間でネット移動する場合もある。

### テレビチャンネル
- 宮崎 JONF-DTV 15ch リモコンキーID:6 周波数:485.142857 MHz 出力:1 kW

送信所が海抜1000mを超える鰐塚山にあるため、アナログ放送は隣県鹿児島県の鹿児島市内や種子島を始め、四国の愛媛県南予地方まで電波が届いた。また、県北部の延岡局の電波は、海を挟んだ高知県の土佐清水市、大月町にも届く。高知新聞朝刊の第2テレビ面や産経新聞の高知県向けテレビ欄にはMRTの番組表が掲載されている。

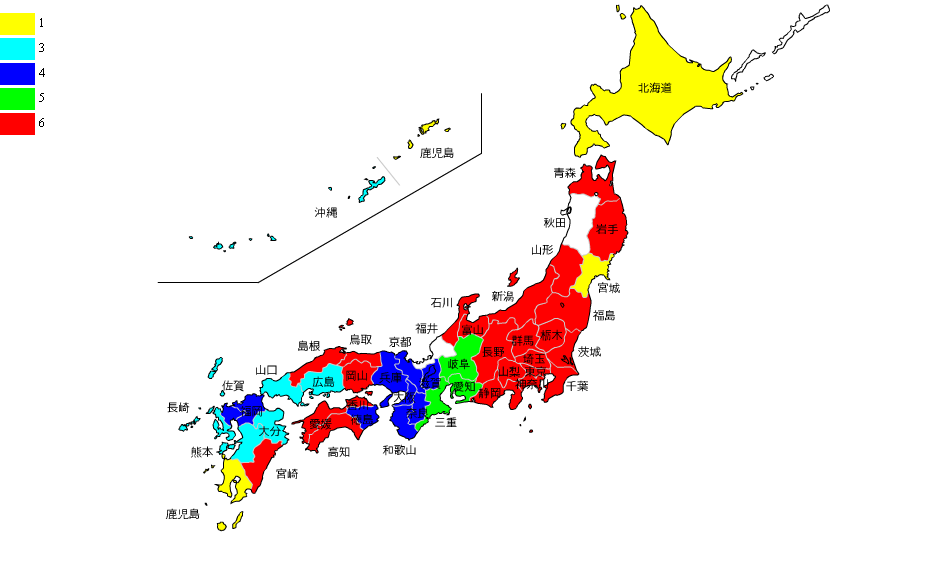
JNN系列のリモコンキーID地
赤く塗られている地域がJNN系列がデジタル6chである。

九州の放送局では唯一、リモコンキーIDとしてキー局のTBSテレビと同じ「6」を使用している。
リモコンキーID（6）・物理チャンネル（15ch）ともに、ANN系列準キー局のABCテレビと同じである。

### 中継局
地上デジタル放送の中継局について開局順に記載。空中線電力が1W以上の中継局については太字で表記してある。
| 中継局   | 物理チャンネル | 空中線電力      | 所在地                       |
| -------- | -------------- | --------------- | ---------------------------- |
| 延岡     | 44ch           | 100W            | 延岡市（愛宕山）             |
| 串間     | 37ch           | 3W              | 串間市（第二高畑山）         |
| 日向     | 44ch           | 1W              | 日向市（米ノ山）             |
| 高千穂   | 19ch           | 10W             | 高千穂町（烏帽子岳）         |
| 真幸     | 30ch           | 3W              | えびの市（山神隧道上）       |
| 飯野     | 30ch           | 3W              | えびの市（八幡ヶ丘）         |
| 日南     | 39ch           | 0.3W            | 日南市（鼓ヶ嶽）             |
| 北五ヶ瀬 | 16ch           | 1W              | 五ヶ瀬町（桝形山）           |
| 入郷     | 30ch           | 1W              | 美郷町（清水岳）             |
| 東郷     | 19ch           | 1W              | 日向市（熊山）               |
| 日向西郷 | 39ch           | 1W              | 美郷町（造次郎山）           |
| 青島     | 22ch           | 0.3W            | 宮崎市（城山）               |
| 串間本城 | 37ch           | 0.1W            | 串間市（高尾城山）           |
| 五ヶ瀬   | 19ch           | 1W              | 五ヶ瀬町（鏡山）             |
| 北浦     | 49ch           | 0.3W            | 延岡市（森山）               |
| 酒谷     | 23ch           | 0.3W            | 日南市（男鈴山中腹）         |
| 日南細田 | 15ch           | 0.3W            | 日南市（滝ヶ平山）           |
| 日之影   | 30ch           | 0.1W            | 日之影町（東方高地）         |
| 須木     | 30ch           | 0.3W            | 小林市（鳥巣山）             |
| 日向八戸 | 29ch           | 0.3W            | 日之影町（星山）             |
| 岩戸     | 29ch           | 0.3W            | 高千穂町（城山）             |
| 日南南郷 | 30ch           | 0.1W            | 日南市（目井津港西側の山）   |
| 串間市木 | 26ch           | 0.3W            | 串間市（高畑山）             |
| 日向北川 | 29ch           | 0.1W            | 延岡市（宮原の上）           |
| 北諸塚   | 23ch           | 0.3W            | 諸塚村（星の久保）           |
| 南諸塚   | 38ch           | 0.3W            | 美郷町（尾佐渡）             |
| 椎葉     | 38ch           | 1W              | 椎葉村（上椎葉ダム北方の山） |
| 宮崎内海 | 30ch           | 0.05W           | 宮崎市（内海駅西側山）       |
| 郷之原   | 30ch           | 0.05W           | 日南市（北郷町東方の山）     |
| 浦城     | 22ch           | 0.01W           | 延岡市（浦城東方の山）       |
| 北延岡   | 30ch           | 0.3W            | 延岡市（延商グラウンド上）   |
| 油津     | 47ch           | 0.01W           | 日南市（油津港東方の山）     |
| 折生迫   | 22ch           | 0.01W           | 宮崎市（生田山）             |
| 杉安     | 22ch           | 0.01W           | 西都市（杉安南方の丘）       |
| 高岡     | 22ch           | 0.01W           | 宮崎市（中央簡水配水池近）   |
| 日向草場 | 38ch           | 0.01W           | 日向市（翁神社の上）         |
| 門川     | 33ch           | 0.01W           | 門川町（城山団地側）         |
| 大王谷   | 33ch           | 0.01W           | 日向市（大王谷団地南）       |
| 佐土原   | 30ch           | 0.05W           | 宮崎市（弁天山）             |
| 美々津   | 22ch           | 0.01W           | 日向市（余瀬南方山斜面）     |
| 神門     | 22ch           | 0.01W （0.03W） | 美郷町（恋人の丘東方）       |
| 北島浦   | 26ch           | 0.01W           | 延岡市（宇津木）             |
| 南島浦   | 27ch           | 0.01W           | 延岡市（白浜地区）           |
| 平和が丘 | 30ch           | 0.01W           | 宮崎市（池内小学校校門）     |
| えびの   | 47ch           | 0.01W           | えびの市（えびの高原）       |
| 高鍋     | 30ch           | 0.05W           | 高鍋町（舞鶴公園）           |

### アナログ放送概要
2011年7月24日停波時点
- 宮崎 JONF-TV 10ch 1 kW
- 延岡 6ch
- 飯野 6ch
- 串間 1ch
- 高千穂 5ch
- えびの 11ch
- 日向 27ch
- 真幸 40ch
- 日之影 10ch

### 現在放送中の番組
現在の番組の詳細は、公式サイトの テレビ基本番組表 を参照。

#### 自社制作番組
- MRTニュース（随時）
- Check!（月曜 - 金曜 16:50 - 18:55 / 2021年3月 - ）
- わけもん!!（水曜 19:00 - 20:00 / 2016年4月13日 - ）
  - わけもん!（2009年7月 - 2011年3月26日）
  - わけもん!GT（2011年4月 - 2016年3月）
- つづくさんのどようだよ (^^)（土曜 12:10 - 13:05 / 2016年4月 - ）
- おしえて!みやざき（土曜 16:30 - 16:45）
- 宮崎県教育情報テレビ「みらい・みやざき まなび隊」（土曜 16:45 - 16:55 / 2012年4月 - ）
- ダンロップフェニックストーナメント（毎年11月第3週 - 第4週、毎日放送と共同制作の形で全国24局ネット[注 24]で放送、第1回のみNET系列向け）
- ダイドーグループ 日本の祭り（年1回）
- 全国高等学校野球選手権宮崎大会（夏の高校野球県大会中継）
  - mrtテレビでは決勝戦のみ中継。決勝戦開催日が平日の場合は、TBS系列番組をネットする関係で一部は放送されない。これとは別に、宮崎ケーブルテレビ・ケーブルメディアワイワイ・BTVのコミュニティチャンネルで、mrt制作の中継番組[注 25]が1回戦から準々決勝まで放送されている。

#### TBS系列番組
太字は同時ネット。
- キユーピー3分クッキング（月曜 - 金曜 11:20 - 11:30、土曜 12:00 - 12:10、CBCテレビ制作）[注 26]
- ゴゴスマ -GO GO!Smile!-[注 27]（月曜 - 金曜 13:55 - 15:49、CBCテレビ制作）
- Nスタ・第0部（月曜 - 金曜 15:49 - 16:50）[注 28]
- 歩道・車道バラエティ 道との遭遇（木曜 0:56 - 1:26（水曜深夜）、CBCテレビ制作）
- よしもと新喜劇（金曜 10:25 - 11:20、毎日放送制作）[注 29]
- かまいたちの知らんけど（土曜 0:48 - 1:48（金曜深夜）、毎日放送制作）
- 皇室アルバム（土曜 5:15 - 5:30、毎日放送制作）
- バナナマンの早起きせっかくグルメ!!（土曜 6:45 - 7:30）
- 王様のブランチ・第1部（土曜 9:30 - 11:45）
- 週刊さんまとマツコ（土曜 16:00 - 16:30）
- 有吉ジャポンII ジロジロ有吉（日曜 0:28 - 0:58（土曜深夜））
- ジンギス談!（日曜 15:00 - 15:30、北海道放送制作）
- 華丸の「先生!染まりんしゃったね...。」（隔週月曜 0:50 - 1:20（日曜深夜）、RKB毎日放送制作）
- 世界くらべてみたら（不定期放送）
- 巷のウワサ大検証!それって実際どうなの会（不定期放送）
- ニノなのに（不定期放送）

JNN九州ブロックネット番組
- 新 窓をあけて九州（日曜 10:00 - 10:15、JNN九州6局持ち回り制作）
- 世界一の九州が始まる!（日曜 10:15 - 10:30、JNN九州・沖縄7局持ち回り制作）
- JNN九州・沖縄ドキュメント ムーブ（隔週月曜 0:50 - 1:20（日曜深夜）、JNN九州・沖縄7局持ち回り制作）

#### 他系列の番組
太字は同時ネット。
日本テレビ系列番組
- 千鳥かまいたちゴールデンアワー（土曜 14:00 - 14:54）
- THE突破ファイル（土曜 15:00 - 15:54）
- そこまで言って委員会NP（日曜 13:30 - 15:00、読売テレビ制作）
- 1億人の大質問!?笑ってコラえて!（日曜 15:30 - 16:30）
- 全国高等学校サッカー選手権大会（日本テレビを含む民間放送43社共同制作、冬季）

テレビ朝日系列番組
- じゅん散歩（火曜・水曜 10:25 - 10:45）[注 30]
- アメトーーク!（月曜 23:56 - 翌0:56）
- 相席食堂（火曜 23:56 - 翌0:56、朝日放送テレビ制作）
- かまいガチ（水曜 0:56 - 1:26（火曜深夜））
- 探偵!ナイトスクープ（水曜 23:56 - 翌0:51、朝日放送テレビ制作）
- テレビ千鳥（金曜 0:56 - 1:26（木曜深夜））
- スーパー戦隊シリーズ（土曜 5:45 - 6:15、現在は『ナンバーワン戦隊ゴジュウジャー』を放送）
- 題名のない音楽会（土曜 6:15 - 6:45）
- 仮面ライダーシリーズ（日曜 5:45 - 6:15、現在は『仮面ライダーガヴ』を放送）
- 新婚さんいらっしゃい!（日曜 12:55 - 13:25、朝日放送テレビ制作）[注 31][注 32]
- 芸能人格付けチェック（不定期放送、朝日放送テレビ制作）[注 33]

テレビ東京系列番組
- ゴッドタン（火曜 0:56 - 1:26（月曜深夜））
- 開運!なんでも鑑定団（木曜 10:25 - 11:20）
- 出川哲朗の充電させてもらえませんか?（土曜 13:05 - 14:00）
- オーイ! とんぼ（土曜 17:00 - 17:30）
- 日向坂で会いましょう（日曜 0:58 - 1:28（土曜深夜））
- ウルトラシリーズ（日曜 5:15 - 5:45、現在は『ウルトラマン ニュージェネレーション スターズ』を放送）
- YOUは何しに日本へ?（日曜 10:30 - 11:30）

#### 民教協番組
- 日本のチカラ（日曜 6:15 - 6:45）

### 過去に放送した番組
☆は、番組自体は継続中

#### 自社制作
- 北日向（30分間の特番、1961年4月16日）※初の自社制作番組。延岡アナログテレビ中継局の開局記念番組として制作された[46]。
- テレビ県民室（1961年10月 - ?）→県政ロータリー　→朝のチャイム（1966年4月 - 1986年3月） →みやざき私たち（1986年4月 - ?）
  - 宮崎県の県政広報番組。『テレビ県民室』は月1回・毎月最終日曜に10分番組として放送、『朝のチャイム』は日曜朝に放送していた[47]。
- 若い道（45分間、1962年10月）※初の自社制作テレビドラマ[48]
- 市政だより（1963年7月14日 - ?）→テレビ市庁
  - 宮崎市の市政広報番組[49]。
- 農事手帳（1964年5月 - 9月）※初のレギュラー制作番組、月1回放送
- 岐路に立つ農村（30分間、1965年2月）※初の自社制作ドキュメンタリー
- ふるさと紀行（1965年4月 - 1966年3月　※初期の週一レギュラー番組） →新・ふるさと紀行（1966年4月 - 10月）
- MRTサンデーショー（1965年10月 - 1970年9月）※初めて中継車を用いたレギュラー番組
- MRTジャーナル（1966年11月 - 1968年3月）
- みやざきあの人この人（1968年4月 - 1969年3月）
- 「宮崎城物語」公演（1968年12月14日録画、69年1月放送）※初の舞台中継録画
- 宮崎の若人'69（1969年7月 - 11月）
- MRT歌謡曲選手権大会（1969年9月23日放送）※開局15周年記念番組
- 宮崎カラー百景（1970年4月 - 9月）
- 太陽とみどりのワイドショー・フレッシュみやざき（1970年11月）※生ワイド番組
- しゃんしゃん宮崎（1972年4月 - 9月）※大型生ワイド番組
- MRT母と子の手帳（1973年7月 - 1974年6月）
- MRT'73夏 ふるさと探検（1973年7月 - 8月）
- UP　UP（1973年9月 - 12月）※MRT初のヤング音楽番組
- わるんぼ 泣き虫 甘えんぼ（1974年10月 - ?、枠移動し1987年 - ?）
- MRTニュースワイド → MRTイブニング・ニュース → MRT THE NEWS→MRTニュース Next（1974年10月 - 2021年3月、2021年以降の『Check!』18時台の枠）
- 赤ちゃんとママ（1976年4月 - 1978年3月）
- 奥さんの料理コーナー・ひと味ちがいます（1977年5月 - 7月）
- MRT土曜ワイド（1978年4月 - 1982年9月）※生ワイド番組
- MRTふるさと回覧板[お母さんの救急箱、食い道楽、歯歯32、わるんぼ泣き虫甘えんぼ、カメラ散歩]（1982年1月 - 1984年3月）
- 土曜です MRT こんにちは（1982年10月 - 1984年3月）
- MRT10人抜き 歌のチャンピオン（1984年4月 - 1989年3月）
- おくさま9:30（1984年11月 - 1990年4月）→ MRT9♡30（1990年5月 - 1991年3月）→ チュンチュンあんてな（1991年4月 - 1998年3月）→ MRT生スタ955（1998年3月→2005年3月）→ アッパレ!miyazaki（2005年3月 - 2014年6月）→モーニングてらす（2014年7月 - 2020年3月）→あさトク!（2020年3月 - 2021年3月）
  - 平日朝9時・10時台放送のローカルワイド番組枠。2021年3月以降の『Check!』17時台に相当する。
- ふるさとの祭り（1985年4月 - ?）
- われら旧友・悪友（1987年4月 - 7月）
- 日曜特集 報道いま宮崎（1988年1月 - ?）
- 愛ランドみやざき（1989年4月 - 9月）※開局35周年記念クイズ番組
- NOWナウ企業（1989年7月 - ?）
- MRTザ・歌BAN（1989年10月 - 1991年3月）
- まこちよかとこみやこんじょ（1991年1月-?）
- GET!
- MRTスプラッシュマガジン
- 平成子育て日記
- ゴジヤジ（2000年7月 - ） →土曜ゴジヤジ（2002年 - 2008年3月29日）
- 元気だ宮崎!ふるさと6時間テレビ（2004年7月3日放送）※開局50周年記念テレビ特番
- 土アップ（土曜、2007年4月7日-2009年3月28日）
- 月刊みやざきイタダキッズ～もっと知りたい！宮崎の農業～（2007年10月21日 - 2015年3月28日）
- チャイム 〜のびよ!宮崎の子どもたち〜（土曜、2008年4月 - 2009年3月28日）
- ゴゴイチ!（2008年4月5日 - 2009年3月）
- 恋旅CHU
- 週刊アッパレくん!（2009年7月 - ?）
- 宮崎元気印 情熱企業（2010年9月 - ?）
- 愛wantCHU
- MRTニュース サタデーNext（2012年4月 - 2016年9月）
- あるあるセブン
- 報道LIVE トコトン（土曜 16:30 - 17:30/2016年10月 - 2018年3月）
- アッパレ!DoooN!（2013年10月 - 2014年6月）→DoooN!（2014年7月 - 2016年3月）<※現在の『つづくさんのどようだよ』枠>
- 新・九州風土記（1964年10月 - ?）※九州民放6社による共同持ち回り制作番組
- 九州再発見（1966年10月 - 1970年3月）→人間ばんざい（1970年4月 - 1972年3月）→コミュニティ1200万（1972年4月 - 1976年12月）→新・九州再発見（1977年1月 - 1978年3月）→出会いの朝・九州（1978年4月 - 1979年9月）→窓をあけて九州（1979年10月 - 2012年3月）※JNN九州6社持ち回り共同制作番組
- ワイドサタデー 朝日放送制作 制作協力：山陽放送 → 瀬戸内海放送・中国放送 → 広島ホームテレビ・大分放送・南海放送・四国放送・RKB毎日放送→九州朝日放送・宮崎放送（1970年10月 - 1983年3月）※多元中継ワイドショー、MRTは1972年以降105回担当
- ウィークエンドBOX なまワイド九州→新鮮!生ワイド九州（1988年10月 - 1991年12月）→※JNN九州ブロック共同制作番組
- 恋と呼ぶには気持ち悪い（2021年4月11日 - 6月27日。BSフジ・北海道文化放送他との共同制作による製作委員会方式）
- 僕らの雨いろプロトコル（2023年10月 - 12月。製作委員会方式。テレビ朝日系列24局ではNUMAnimation枠で放送）

#### 毎日放送制作
- クヮンガクッ
- 暮らしカルマガジン みかさつかさ（2006年4月開始 - 2007年3月打ち切り）
- 水野真紀の魔法のレストラン（2007年4月開始 - 同年9月打ち切り）☆
- コードギアス 反逆のルルーシュ
- マクロスF
- 土俵ガール!
- ジャイケルマクソン
- 荒川アンダー ザ ブリッジ
- ちちんぷいぷい（2020年3月打ち切り）
- 住人十色☆
- 東京リベンジャーズ
- HIGHSPEED Étoile

#### CBCテレビ制作番組（全国ネットを除く）
- 銀河鉄道物語 〜永遠への分岐点〜
- ノブナガ（2007年4月開始 - 同年9月打ち切り）
- ウルトラマンメビウス（ローカルセールスになったため、同時期放送の『仮面ライダーカブト』の放送を断念し、仮面ライダー枠で放送）
- がんばれ!ペナキッズ（2007年8月に単発放送）
- おかわり!ごはんリレー

#### テレビ朝日系
- ジャングル黒べえ（日曜 10:30 - 11:00、毎日放送制作、腸捻転時代）
- 昆虫物語 新みなしごハッチ （毎日放送制作、腸捻転時代）
- エースをねらえ!（毎日放送制作、腸捻転時代）
- 毎日放送制作土曜朝のワイドショー（腸捻転解消後も放送）
  - ウィークエンドショー → ウィークエンドモーニングショー → 八木治郎ショー
- 仮面ライダーシリーズ（毎日放送制作、腸捻転解消後も放送。【ここでは腸捻転時代に放送の作品のみ掲載】）
  - 仮面ライダー → 仮面ライダーV3 → 仮面ライダーX → 仮面ライダーアマゾン（途中打ち切り）
- 平成仮面ライダーシリーズ
  - 仮面ライダークウガ 〜 仮面ライダーエグゼイドまでネットし、2017年10月から半年間一時中断ののち2018年4月より仮面ライダービルドでネット再開
    - ただし、『仮面ライダーカブト』は未放送。また『仮面ライダー電王』については『ウルトラマンメビウス』の後番組扱いで放送。
- 金曜ナイトドラマ☆
  - 特命係長 只野仁シリーズ、アンナさんのおまめ、スシ王子!、キミ犯人じゃないよね?、打撃天使ルリ、歌のおにいさん、名探偵の掟、サラリーマン金太郎シリーズ、マイガール、未来講師めぐる、警部補 矢部謙三、熱海の捜査官、秘密、ハガネの女（season1）、バーテンダー、ジウ 警視庁特殊犯捜査係、犬を飼うということ〜スカイと我が家の180日〜、13歳のハローワーク、都市伝説の女
- 木曜ミステリー（2017年4月にテレビ宮崎へ移行）[注 34]
  - 853〜刑事・加茂伸之介
- 木曜ドラマ☆（現在はテレビ宮崎で放送）[注 34]
  - 特命係長 只野仁（4thシーズン）、ハガネの女（season2）
- テレビ朝日系平日朝のワイドショー（1968年から、2009年3月27日打ち切り）☆
  - モーニングショー（第1期） → スーパーモーニング[注 35][注 36]
- テレビ朝日系列平日正午枠（テレビ朝日より3時間遅れ → 2時間遅れで放送、1993年3月31日打ち切り[50]）
  - アフタヌーンショー → なうNOWスタジオ → 新・アフタヌーンショー → 布施明のグッDAY → 欽ちゃんのどこまで笑うの?! → お昼のマイテレビ → ホットライン110番 → 森田健作の熱血テレビ → 女38歳気になるテレビ → お昼の独占!女の60分 → 人間探検!もっと知りたい!!
- テレビ朝日系日曜19時後半象印一社提供枠
  - 象印歌のタイトルマッチ → 象印スターものまね大合戦 → 象印ヒット作戦 1!2!3! → 象印ライバル対抗大合戦! → 象印クイズヒントでピント → 象印ニュースクイズ パンドラタイムス
- テレビ朝日系火曜19時枠
  - さんまのナンでもダービー（スペシャルのみ） → ウッチャンナンチャンの炎のチャレンジャーこれができたら100万円!!
- ビデオあなたが主役（スペシャルのみ） → 邦子と徹のあんたが主役 → 必殺ビデオ!!あんたが主役
- 内村プロデュース[注 37]
- 暴れん坊将軍シリーズ
- 子連れ狼
- 忠臣蔵
- 八丁堀の七人
- 遠山の金さん捕物帳など日曜20時時代劇枠
- 火曜21時時代劇枠
  - 大忠臣蔵 → 荒野の素浪人 → 荒野の用心棒 → 破れ傘刀舟悪人狩り → 破れ奉行 → 江戸の鷹 御用部屋犯科帖 → 破れ新九郎 → 半七捕物帳 → 江戸の牙 → 鬼平犯科帳 (萬屋錦之介) → 柳生あばれ旅 → 文吾捕物帳 → 柳生十兵衛あばれ旅
- 素浪人 花山大吉
- いただき勘兵衛旅を行く
- TRICK（第1シリーズのみテレビ宮崎で放送）
- 新幹線公安官
- 非情のライセンスなど木曜22時ドラマ枠
- 特別機動捜査隊（1局時代のみ。1970年4月よりテレビ宮崎へネット移行）
- 藤子不二雄劇場
- 怪物くん[注 38]
- パーマン
- オバケのQ太郎
- 愛してナイト
- つるピカハゲ丸くん
- 聖闘士星矢
- 超次元タイムボンバー
- スポコン!
- おぼっちゃまくん
- 魔法使いサリー
- 南国少年パプワくん
- どっこい大作（金曜 18:00 - 18:30）
- カリメロ
- イナズマン
- キャンディ・キャンディ
- レッドビッキーズシリーズ
- 燃えろアタック
- SLAM DUNK
- 愛のエプロン
- くりぃむナントカ
- 国分太一・美輪明宏・江原啓之のオーラの泉（2009年3月20日打ち切り）
- 旅の香り〜四季の名宿めぐり〜（2009年6月27日打ち切り）
- 爆笑問題の検索ちゃん
- もしものシミュレーションバラエティー お試しかっ!（2010年6月打ち切り）
- アンタッチャブルのマキマキでやってみよう!!（不定期放送、朝日放送テレビ制作）
- そうだったのか!池上彰の学べるニュース（2011年3月6日打ち切り）
- ナニコレ珍百景☆（第1期）
- 狼少年ケン
- スパイキャッチャーJ3
- Matthew's Best Hit TV
- マツコ&有吉の怒り新党
- マツコ&有吉 かりそめ天国（途中打ち切り）☆
- 日曜洋画劇場（1970年代後半頃、打ち切り時期不明）[注 39]
- 堂本剛の正直しんどい（不定期放送）
- コンポラキッド（土曜 7:00 - 7:30[51]）
- 銀牙 -流れ星 銀-（木曜 17:30 - 18:00[52]）
- イヴのすべて（韓国MBC制作）
- 朝日放送・テレビ朝日金曜9時枠の連続ドラマ（朝日放送テレビと共同制作）
  - ＜第1期＞おくどはん → 東京メグレ警視シリーズ → チェックメイト78 → 続・おくどはん → 見知らぬ恋人 → なさけ坂旅館 → 赤かぶ検事奮戦記〔第1シリーズ〕 → ザ・ハングマン → 赤かぶ検事奮戦記〔第2シリーズ〕 → 女捜査官 → ザ・ハングマンII → 赤かぶ検事奮戦記〔第3シリーズ〕 → 新・女捜査官 → 新ハングマン → 京都マル秘指令 ザ新選組 → 人妻捜査官 → ザ・ハングマン4 → 特命刑事ザ・コップ → 迷宮課刑事おみやさん → 赤かぶ検事奮戦記〔第4シリーズ〕 → ザ・ハングマンV → 女ふたり捜査官 → ザ・ハングマン6 → ハングマンGOGO
  - ＜第2期＞レガッタ〜君といた永遠〜、わるいやつら、生徒諸君!、女帝、オトコの子育て、4姉妹探偵団、パズル、必殺仕事人2009、ギラギラ、アンタッチャブル〜事件記者・鳴海遼子〜、警視庁失踪人捜査課、宿命 1969-2010 -ワンス・アポン・ア・タイム・イン・東京-、検事・鬼島平八郎、悪党〜重犯罪捜査班
- 朝日放送テレビ制作日曜朝8時30分枠のアニメ
  - おジャ魔女どれみシリーズ
  - 明日のナージャ
  - プリキュアシリーズ（シリーズ自体は☆、『キラキラ☆プリキュアアラモード』の終了と同時に打ち切り、2作目の『ふたりはプリキュア Max Heart』と『HUGっと!プリキュア』以降は県内未放送。『キボウノチカラ〜オトナプリキュア'23〜』はNHK宮崎教育テレビで放送）[注 40]
  - 『まじかるタルるートくん』 → 『スーパービックリマン』 → 『GS美神』 → 『ママレード・ボーイ』 → 『ご近所物語』 → 『花より男子』[注 41]はUMKで放送、『夢のクレヨン王国』は未放送。
- 朝日放送制作金曜21時枠
  - 世界痛快伝説!!運命のダダダダーン!Z → 笑いの金メダル
- 朝日放送制作火曜20時枠
  - 最終警告!たけしの本当は怖い家庭の医学（2004年4月開始 - 2005年9月打ち切り） → たけしの健康エンターテインメント!みんなの家庭の医学（2012年9月17日に単発番組として放送、朝日放送テレビ制作）
- 必殺シリーズ（朝日放送テレビ制作、腸捻転解消前から）
- キスした?SMAP（朝日放送テレビ制作）
- 堂本剛のDO-YA!（朝日放送テレビ制作）
- プロポーズ大作戦（朝日放送テレビ制作、放送日時不明）
- トリハダ 〜感じるボロ〜ン〜（朝日放送テレビ制作）
- 全国高校野球選手権大会中継（決勝戦・夏季、朝日放送テレビ制作。2014年まで放送）
- ペットの王国 ワンだランド（朝日放送テレビ制作）
- パネルクイズ アタック25（朝日放送テレビ制作、2017年9月打ち切り）[注 42]
- 住まいのダイエット（朝日放送テレビ制作、2018年1月6日打ち切り）
- ソノサキ〜知りたい見たいを大追跡!〜
- なるみ・岡村の過ぎるTV（朝日放送テレビ制作、途中打ち切り）☆
- 勇者シリーズ（名古屋テレビ制作）
  - 勇者特急マイトガイン（夏、冬、春休み時に集中放送）
- ガンダムシリーズ
  - 機動戦士ガンダム → 機動戦士Zガンダム → 機動戦士ガンダムZZ（以上、名古屋テレビ制作）

なお、『ガンダムSEED』以降（いずれも毎日放送制作）は同時ネットで放送されている。
ほか多数

#### 日本テレビ系
- 歌スタ!!（2007年3月27日打ち切り）
- 太陽にほえろ!（1981年4月からテレビ宮崎へ移行）
- ゴールドアイ
- カックラキン大放送
- 笑点（テレビ宮崎開局後移行）
- すばらしい世界旅行（テレビ宮崎開局後移行）
- クイズ世界はSHOW by ショーバイ!!（1996年3月打ち切り）
- 速報!歌の大辞テン（不定期）
- メレンゲの気持ち（2000年7月開始 - 2003年9月打ち切り）
- いつみても波瀾万丈（2003年10月開始 - 2005年9月打ち切り） → 誰だって波瀾爆笑
  - ただし、東国原英夫宮崎県知事（当時）が登場した2007年5月6日放送の回は、8月12日 15:00 - 16:00に放送。
- ぶらり途中下車の旅☆
- マジカル頭脳パワー!!（1995年10月開始 - 1997年4月から不定期放送、1997年10月から再度定期放送 - 1998年3月打ち切り、2025年の復活SPは2025年6月25日の20:00 - 21:58に放送）
- 日本テレビ系プロレス中継枠（1998年3月打ち切り）
  - 日本プロレス中継 → 全日本プロレス中継
- ルパン三世（TV第2シリーズのみ。TV第1シリーズ、PARTIII、PART6はUMKで放送）
- 魔神英雄伝ワタル
- 魔法のプリンセスミンキーモモ(第2作)
- キャプテン
- キャッツ♥アイ
- ダーティペア（金曜 17:30 - 18:00[53]）
- 日本テレビ系平日朝のワイドショー（9時30分からの時差放送、1984年10月打ち切り）
  - ミセス&ミセス → ルックルックこんにちは
- 火曜サスペンス劇場（一時期のみ、別タイトルで時差放送、のちにテレビ宮崎にネット移行）
- きまぐれオレンジ☆ロード
- 燃える!お兄さん
- 美味しんぼ（1990年9月打ち切り）
- 日本医師会提供番組
  - 健康増進時代 → Oh!診 → からだ元気科
- ごちそうさま[54]
- おしゃれ（『オシャレ30・30』からテレビ宮崎にネット移行） → 三枝成章の気まぐれ
- 三枝の爆笑夫婦 → 今日もワクワク → SAKAIです〜デザートーク〜
- サントリーオープンゴルフトーナメント（2007年で大会終了、最終日のみ放送）
- 黒帯風雲録 柔
- 夫婦百景
- たのしい園芸
- 家なき子（1977年度のアニメ版を放映） → 宝島
- Cの嵐!
- 鉄腕アトム(第2作)
- 魔法のアイドルパステルユーミ（本放送終了後、1988年 - 1989年頃に土曜 7:00 - 7:30に放送[55]）
- 新・ど根性ガエル（1972年度のアニメ版と2015年の実写版ドラマもMRTにて放映）
- タイガーマスク（読売テレビ制作）
- 遠くへ行きたい（読売テレビ制作、1996年4月開始 - 1998年9月打ち切り）☆
- シティーハンター（読売テレビ制作、『シティーハンター2』の途中で打ち切り、『シティーハンター3』からUMKにネット移行）
- ダウンタウンDX（読売テレビ制作、2010年4月15日から3年ぶりに放送再開したが2011年3月24日打ち切り）☆
- 読売テレビ制作土曜19時台前半枠（木曜 19:00 - 19:30）
  - 黄金バット → 巨人の星 → 天才バカボン
  - 隆一まんが劇場 おんぶおばけ → 冒険コロボックル
  - 全日本歌謡選手権 → そっくりショー（第4期） → 新・巨人の星 → 宇宙戦艦ヤマト2[56] → 新・巨人の星II → 宇宙空母ブルーノア
  - 宇宙戦艦ヤマトIII
  - 一ッ星家のウルトラ婆さん
- ムーの白鯨（読売テレビ制作）
- お笑いマンガ道場（中京テレビ制作、テレビ宮崎からネット移行）
- いただきマッスル!（中京テレビ制作）
- 日本海テレビ制作深夜番組
  - プリン・ス → プリン・ス2 → メロjpでいこう! → ブランディア うれしいことふやそう! → きみだけTV → 賢者ファビウスの定理
- 蒼き流星SPTレイズナー（1986年の夏休み期間中に月曜 - 金曜 10:15 - 10:45に放送[52]）
- 剛Q超児イッキマン（金曜 17:30 - 18:00[57]）
- スクール革命!（2015年4月25日 - 2016年9月24日、2022年に放送されたゴールデンSPはテレビ宮崎で放送）☆
- ダウンタウンのガキの使いやあらへんで!（2012年4月20日から2014年10月3日まで、現在はテレビ宮崎で放送）☆
- 土曜ドラマ（2015年まで、2019年以降はテレビ宮崎で不定期放送）☆
- 人生が変わる1分間の深イイ話
- しゃべくり007（2021年3月打ち切り）☆
- 上沼・高田のクギズケ!（読売テレビ・中京テレビ制作、2023年3月打ち切り）☆
- 僕のヒーローアカデミア（読売テレビ制作）[注 44]
- マツコ会議
- 日本プロゴルフ選手権大会（最終日のみ放送、2023年まで）

ほか多数

#### テレビ東京系
- レディス4（1990年10月からネット開始、2016年3月打ち切り）
- テレビ東京金曜夜8時枠時代劇
  - 幻十郎必殺剣、よろずや平四郎活人剣、刺客請負人（第2シリーズ）
- 北島ウインクハート
- とっとこハム太郎
- ハロー!モーニング。
- 魔法のプリンセスミンキーモモ（第1作）
- キャプテン翼（第1作のみ、水曜 17:25 - 17:55[58]、後に水曜 17:30 - 18:00に放送[59]）
- ミスター味っ子
- ジャングル大帝（1989年度版）（1990年9月打ち切り）
- 姫ちゃんのリボン（1993 - 1996年に放送）
- デュエル・マスターズ
- 爆走兄弟レッツ&ゴー!!シリーズ
- 機動戦艦ナデシコ
- 愛ラブSMAP → 愛ラブジュニア
- 怒りオヤジ3（2009年3月19日打ち切り）
- 新春ワイド時代劇（1時間ずつ分割して放送）
  - 寧々〜おんな太閤記、柳生武芸帳、戦国疾風伝 二人の軍師 秀吉に天下を獲らせた男たち
- TVチャンピオン → TVチャンピオン2（不定期放送）
- チャンピオンズ〜達人のワザが世界を救う〜（不定期放送）
- 遊☆戯☆王シリーズ（遊☆戯☆王デュエルモンスターズから遊☆戯☆王5D'sまで放送。テレビ朝日制作の第一作と『遊☆戯☆王ZEXAL』以降は県内未放送、シリーズ自体は☆）
- ペット大集合!ポチたま
- まさはる君が行く!ポチたまペットの旅（BSテレ東制作）
- 田舎に泊まろう!
- ケロロ軍曹（2007年7月11日開始 - 2010年7月28日打ち切り、『乙』は未放送）
- 畑のうた
- くだまき八兵衛X（2011年8月8日打ち切り）
- 所さんの学校では教えてくれないそこんトコロ!☆
- イナズマイレブンシリーズ（初代からGO ギャラクシーまで放送。『イナズマイレブン アレスの天秤』と『イナズマイレブン オリオンの刻印』は県内未放送）
- ウルトラシリーズ（ウルトラマン列伝以降）☆
- バイプレイヤーズ 〜もしも6人の名脇役がシェアハウスで暮らしたら〜
- 弱虫ペダル（第一期～NEW GENERATIONまでを放送。第四期『GLORY LINE』は未放送、第五期『LIMIT BREAK』はNHK宮崎総合テレビで放送）
- 孤独のグルメ☆
- 男子ごはん（途中打ち切り）☆
- ソレダメ!〜あなたの常識は非常識!?〜☆
- 主治医が見つかる診療所☆
- たけしのニッポンのミカタ!
- 家、ついて行ってイイですか?（2017年9月打ち切り）☆
- きらきらアフロ（テレビ大阪制作、2009年3月18日打ち切り）☆
- 妖怪ウォッチ（2018年3月31日打ち切り、『妖怪ウォッチ シャドウサイド』から『妖怪ウォッチ♪』までは県内未放送）
- 世界!ニッポン行きたい人応援団（2021年3月28日打ち切り）☆
- ナゼそこ?（2023年3月打ち切り）☆
- SPY×FAMILY（第1期（第1クール）と第2期のみ）

ほか

#### 民教協
- 親の目・子の目（1971年4月 - ?）
- いきいき!夢キラリ
- 生きる×2
- 発見!人間力
- 学びEye!
- 日本!食紀行

#### その他
- 流星花園II
- ジローラモのチョイ不良おやじ京都をゆく（KBS京都制作）
- LOSTシリーズ
- Dr.HOUSE シーズン1
- バーン・ノーティス 元スパイの逆襲
- 花ざかりの君たちへ〜花様少年少女〜
- 演歌百撰（サンテレビ制作、2010年12月26日打ち切り）
- ヒーロー
- 僕の彼女は九尾狐
- 鬼滅の刃（第1期のみ、劇場版及び第2期以降はテレビ宮崎で放送）
- はたらく細胞（2024年のみNHK宮崎教育テレビでも放送（第2期の放送はNHK宮崎教育テレビのみ））
- Dr.STONE（第1期と第3期のみ、第2期は県内未放送）
- ぼっち・ざ・ろっく！
- 【推しの子】（第1期のみ、第2期はテレビ宮崎で放送）

ほか

#### テレビ宮崎開局まで放送されていたフジテレビ系の番組
- スター千一夜
- ズバリ!当てましょう
- キンカン素人民謡名人戦
- 忍者部隊月光
- 少年ジェット
- 鉄腕アトム（モノクロ版） → 悟空の大冒険
- ハリスの旋風
- 三匹の侍
- 日清ちびっこのどじまん
- ジャングル大帝 → ジャングル大帝 進めレオ!
- W3 → マグマ大使 → 怪獣王子 → アニマル1
- 鉄人28号(第1作) → 遊星少年パピイ → 遊星仮面 → ロボタン(第1作)
- 妖怪人間ベム（1968年度のアニメ版を放送。2011年の日テレ実写版ドラマもMRTで放送）
- ちびっこ怪獣ヤダモン
- 仮面の忍者 赤影（関西テレビ制作）
- ゲゲゲの鬼太郎（第1作）

ほか多数

## 放送対象地域外の受信

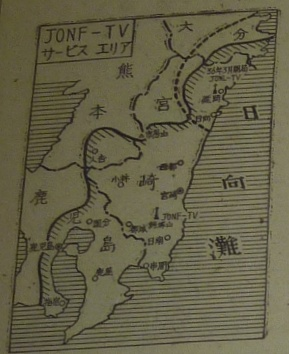
アナログテレビ放送開始時のサービスエリア（『日向日日新聞』1960年10月1日付12面）

宮崎放送は放送対象地域外（宮崎県外）でも視聴・聴取することもできる。宮崎放送側でも2007年7月期のラジオタイムテーブルで高知県の南西部、熊本県の球磨地方、大分県の南部、鹿児島県の大隅半島全域をサービスエリアとしている。
しかし、資料により公式のサービスエリアが異なることがある。鹿児島県を例にすると、テレビ開局時（1960年10月）の日向日日新聞（現在の宮崎日日新聞）に掲載された特集ではテレビの県外受信地域は鹿児島県の大隅半島および鹿児島湾沿岸地域となっていたが、『宮崎放送三十年史』などではその中から鹿児島湾沿岸が省かれ、西端が鹿屋市付近に狭められていた。更に『MRT宮崎放送50年史』ではほぼ県境に沿ったエリアに狭められた。
ただし、鹿児島県内でも広く受信可能な地域が存在することは事実であり、上述のとおり鰐塚山にテレビの親局を置いたことが鹿児島県の南日本放送（MBC）が鹿屋中継局を設置したきっかけとなった。1972年3月に志布志湾の新大隅開発計画に関する報道特集を放送した際には、鹿児島県内の関係者でも話題となり放送時間の問い合わせがあったという。

### ケーブルテレビ再送信局
BTV株式会社は宮崎・鹿児島両県に跨ってサービスエリアを持つケーブルテレビ局であり、2021年3月1日より曽於市財部町での区域外再放送を開始した。
- 鹿児島県曽於市（財部町）
  - BTV都城局（2021年3月1日 - ）

## アナウンサー
特記人物以外はアナウンス室アナウンス部に所属。

### 現在

#### 男性
- 1990年川野武文（取締役・アナウンス局長。 - 2011年4月。2019年4月 - アナウンス部所属（局長兼任）。2024年3月より取締役、エムアールティ・ミック取締役社長兼務）
- 1999年 粉川真一（アナウンス部副部長、2013年就任[61]）
- 2014年6月 伊賀透浩（2015年4月 - 2018年3月までアナウンス部所属。2018年3月より報道部長、2019年7月よりアナウンス室アナウンス部長。元テレビ山口→テレビ長崎）
- 2020年 山崎直人、澁谷祐太朗
- 2023年 中野義大

#### 女性
- 2004年 川島恵（アナウンス部副部長、2018年就任）
- 2009年 加藤沙知
- 2014年 古屋敷沙耶
- 2015年 外種子田結
- 2017年 藤島由芽
- 2018年 清水玲
- 2022年 古田とわ

### 異動・退社
※はアナウンス部長経験者。●は故人。

#### 男性
- 1954年
  - 村上正義●（開局時からのアナウンサー。2024年に死去[62]）
- 1964年
  - 樫元洋（1月入社 - 2003年3月。元ラジオ局長）
- 1968年
  - 東治男（ - 2001年。退社時には報道部副部長）
- 1970年 
  - 山下末則（ - 1981年。その後日本テレビへ移籍し、RFラジオ日本出向を経て、フリーアナウンサー兼スピーチコンサルティング会社「パーフェクト・スピーチ」の代表取締役社長）
- 1975年
  - 上岡信夫※（ - 2010年。アナウンス部長、ラジオ局長を経て定年退職。その後はフリーアナウンサー）
- 1980年 
  - 山形一彦
  - 川上政行（ - 1991年。その後TVQアナウンサーを経てRKB毎日放送のテレビ番組『今日感テレビ』のメインパーソナリティを2016年3月まで担当し、同年4月から2019年3月までKBCラジオ『川上政行 朝からしゃべりずき!』、2019年4月から2021年3月まで同『川上政行 今日もしゃべりずき!』のメインパーソナリティ）
- 1982年
  - 桜田明彦（ - 1990年。その後ザ・ゴルフ・チャンネル・トゥエルビ→ゴルフネットワークで実況を担当）
- 1983年
  - 長田新（ - 1989年。退社後は日本テレビ系『ザ・ワイド』等のワイドショーのリポーター）
  - 田中正訓（ - 2007年12月。スポーツ局長）
- 1984年
  - 福田英明（ - 2004年。後にディレクター）
- 1992年 
  - 富樫吉樹（ - 1997年。テレビ神奈川に移籍後、2010年春に同局報道企画室へ異動。その後は東京支社営業部副部長）
- 1997年 
  - 後藤心平（ - 2004年。その後CROSS FMナビゲーター、NHK仙台放送局パーソナリティ、Date FMアナウンサーを経て、2017年4月から2021年3月までテレビ山口アナウンサー。2021年4月からは広島経済大学メディアビジネス学部メディアビジネス学科准教授）
- 2000年
  - 村山耕一（ - 2014年3月、2014年4月からは、報道部記者・スポーツキャスター）
- 2004年
  - 河野大輔（ - 2007年3月）
- 2007年
  - 田代剛（10月 - 2020年4月。2004年4月から2007年7月までは四国放送。退社後はフリーアナウンサー）
- 2008年
  - 川井淳史（12月 - 2010年3月。退社後、和歌山放送アナウンサーを経てフリーアナウンサー）
- 2009年
  - 内田智之（ - 2010年12月。福島放送から移籍。退社後、福島放送へ復帰）
- 2011年
  - 小島拓（ - 2013年9月）
  - 廣末圭治（10月入社、報道記者に転向[63][64]）
- 2014年 
  - 上田敦史（ - 2015年3月。しばらく別部署に勤務した後に退社し、2018年 - 2021年1月まで熊本放送の契約アナウンサー。その後はフリーアナウンサー）
  - 瀬藤亮太（ - 2024年3月。退社後はミヤギテレビに移籍）
- 2015年 
  - 三浦功将（元福島中央テレビ→長崎文化放送。キャスターを経て報道記者に転向）
- 井口直久（後に代表取締役会長）
- 岡本憲明（退社後、NBCラジオ佐賀のパーソナリティになる）
- 小林文俊
- 吉富堅二郎

#### 女性
- 1972年 
  - 今村静子（現姓・鑪（たたら）しずこ／ - 1979年。その後は福岡でフリーアナウンサー・朗読・話し方講師として活動。後述の鑪加奈は実娘）
- 1980年
  - 江尻圭子（現姓・臼井）
  - 高本和子
- 1983年
  - 松尾直子（ - 1986年9月）
- 1985年
  - 山内喜美子（ - 1988年。退社後、医療分野を中心としたノンフィクション作家に転向）
- 1989年 
  - 関知子（テレビ局長・業務部長）
- 1991年
  - 竹矢宣子
  - 前田晶子（ - 2006年7月。退社後、MRTラジオのパーソナリティになり、舞台女優としても活躍し、『劇団ゼロQ』代表を務める）
- 1994年
  - 仮屋朋子
  - 梅垣博子[65]
- 1996年 
  - 黒部亜希子（ - 1999年。退社後はテレビ大阪に在籍）
- 1999年 
  - 伊東あずさ（ - 2003年）
- 2000年 
  - 丁野奈都子（ - 2003年。その後はNHK衛星第1テレビ『きょうの世界』のキャスター）
  - 宮本優香（ - 2003年。退社後、フリーアナウンサーへ転向。TBSニュースバードのキャスターを2003年から4年間務めた）
- 2002年
  - 茂木亮子（ - 2005年3月）
  - 山田舞（ - 2007年3月）
- 2003年
  - 児玉真生子（ - 2007年5月）
- 2004年
  - 松崎美保（ - 2008年9月、退社後、読売新聞社東京本社へ入社し記者に転向した[66]）
- 2005年
  - 田内裕子（5月 - 2008年3月。テレビ山口から移籍）
- 2007年
  - 石川晴恵（大卒後、契約アナウンサー。その後NHK室蘭放送局を経て、札幌市でフリーアナウンサー）
  - 迫田江理（RKBミューズからの派遣→嘱託社員（2010年4月 - 2015年3月）。元鹿児島讀賣テレビ）
- 2008年
  - 石飛香織（ - 10月。元NHK長野放送局キャスター。退社後、2010年エフエム佐賀県政記者クラブ、2011年テレビ大分県庁広報番組キャスター、2022年東京都立川市議会議員）
  - 竹内真理（ - 2011年3月。クリエイティブ・メディア・エージェンシーからの派遣。契約の終了後には東日本放送と契約）
  - 下登彩（5月 - 2009年10月。元三重テレビ放送から移籍）
  - 大村恵子（11月 - 2011年10月、RKBミューズからの派遣）
- 2010年
  - 鑪加奈（たたらかな／ - 2013年3月。元NHK佐賀放送局キャスター、熊本朝日放送元アナウンサー。前述の今村静子は実母。退社後、福岡でフリーアナウンサー）
- 2011年
  - 佐井祐里奈（ - 2013年3月）
  - 菊野理沙（ - 2014年3月。退社後、2014年9月から2017年9月までTBSニュースバードのキャスターを、その後は三重テレビ『岡三投資ナビ』のキャスターを務めていた[67]）
- 2013年
  - 橋口侑佳（ - 2014年3月。青森テレビ、熊本朝日放送、名古屋テレビ（メ〜テレ）を経て当局に。その後は名古屋でフリーアナウンサー）
- 2014年
  - 柴田有佳里 （ - 2016年）
  - 宇田川紗稚（ - 2018年3月。退社か部署異動かは不明であるが、アナウンサー職を離れてからも同局の番組には出演中）
  - 甲斐蓉子（ - 2019年3月。2020年3月に退社し、同年4月に大分放送へ移籍）
- 2016年 
  - 岡野唯
  - 坂本奈都美
- 2018年
  - 宮本佳奈（ - 2021年12月）
- 明和美香
- 石川小百合（フリーアナウンサーの石川小百合とは同姓同名の別人。退社後はFM西東京アナウンサー）
- 伊藤佳子（ - 1987年。その後は文化放送アナウンサー→同局報道記者）
- 碓氷浩子（退社後は警視庁交通管制センターTBSラジオ担当キャスター）
- 小磯裕子
- 河野史子
- 嶋田仁美（退社後、フリーアナウンサーに転向。日本テレビの『朝一番天気!あさ天』のキャスターを務めたほか、在京キー局のリポーターも務めた）
- 高瀬みち子（ - 2008年3月。フリーを経て、2014年に復帰。その後はフリーアナウンサー、同局のラジオパーソナリティとして活動）
- 俵谷美津子（現姓・林。退社後、茨城放送企画事業部の所属タレントになる[68]）
- 月田洋美
- 平野早苗（退社後、フジテレビの番組リポーターになる）
- 谷沢直美（退社後、MRTラジオのパーソナリティに転向）

## マスコットキャラクター
宮崎放送のマスコットキャラクターには赤がベースカラーで、頭にプロペラ、薄黄色のポシェットを正面向きにぶら下げていて、モチーフが存在しないオリジナル造形のミーモ、テディベア風にアレンジした河童のく〜たん、ピンク色のヒヨコのぴよ蔵（ぴよぞう）がいる。ミーモが主役格で、他のキャラクターは小さく描かれていることが多い。2006年に赤いステーションロゴと一緒に初登場し、テレビ関連のマスコットキャラクターとしては珍しく、登場当初から複数体用意されている。2014年に黄緑色で『mrt』と表記された現行ロゴへの変更後もキャラクターは変更されていない。
着ぐるみに関しては、ミーモのみが用意されていて、それにはMRTのロゴがポシェットの部分にあしらっており、こちらは現行ロゴに変更されている。
登場場面
3体とも登場することもあるが、ミーモ単独が着ぐるみを中心に登場することもある。
- 番組表 - 宮崎放送が3カ月おきに発行するタイムテーブルのこと。随所に3体が登場する。
- 局名告知（放送開始・終了） - 2006年11月からロゴ変更前までミーモの着ぐるみが登場していた。
- 天気予報 - 不定期にミーモの着ぐるみが世界各地を訪問する映像が放送される。
- アイキャッチ - 3体が季節ごとに用意された映像（例：2007年8月は世界陸上にちなんで3体が陸上競技を行う場面）に登場する。
- ファビコン - 宮崎放送の公式サイト上でミーモの顔がデザインとして採用されている。ロゴが変更された後も変更されなかったが、後にミーモの下にロゴを配置したデザインに変更した。これまでのものも一部のサブページで並行して使用される。
- MRT招待高校野球 - 2007年の始球式にミーモの着ぐるみが登場。
- ワンセグ用データ放送 - 読み込み中画面として、3体が季節ごとに用意された画像に登場。メインページの右側にも画像として登場。
- ラジオカー『スクーピー』 - 赤いステーションロゴを使用していた頃に限り、車体のラッピングにキャラクターのデザインや車名にキャラクターの名前（ミーモ号・く〜たん号・ぴよ蔵号）が使われていた。
- ベリカード - 2007年以降のデザインにマスコットキャラクターが使用されており、現在ではテレビのみに縮小され、MRTの部分のロゴを変更しただけのものとなっている。ラジオでは、2012年以降は別デザインで、マスコットキャラクターのラジオスタジオ風景を画かれており、『MRT936』と書かれている。また、FM補完中継局開局後は、デザインこそラジオ用と同じだが、ロゴの部分が大きく変更されている。